# Kwalificatie wereldkampioenschap voetbal voor clubs 2025
De kwalificatie wereldkampioenschap voetbal voor clubs 2025 was het proces waarmee de 32 clubs werden bepaald die zullen deelnemen aan de nieuwe uitgebreide versie van het wereldkampioenschap voetbal voor clubs, die van 15 juni tot 13 juli 2025 in de Verenigde Staten wordt gespeeld.

## Toewijzing van de deelnemende clubs
Op 14 februari 2023 keurde de FIFA-raad de toewijzing van plaatsen voor het toernooi van 2025 goed op basis van "een reeks objectieve statistieken en criteria". De UEFA kreeg de meeste plaatsen, met twaalf, terwijl CONMEBOL met zes de op een na meeste kreeg. AFC, CAF en CONCACAF kregen elk vier plaatsen, terwijl de OFC en het gastland elk één plaats kregen. 
- : 4 plaatsen.
- : 4 plaatsen.
- : 4 plaatsen.
  - : 1 plaats.
- : 6 plaatsen.
- : 1 plaats.
- : 12 plaatsen.

Op 14 maart 2023 keurde de FIFA-raad de belangrijkste principes van de toegangslijst voor het toernooi goed. De principes, rekening houdend met de periode van vier jaar van 2021 tot 2024, zijn als volgt:
- Voor confederaties met meer dan vier plaatsen: directe kwalificatie voor de kampioenen van de vorige vier edities van de hoofdclubcompetitie van de confederatie, en voor extra clubs te bepalen door een clubklassement (stand) op basis van de prestaties van elke club in de hoofdclubcompetitie van de confederatie tijdens de periode 2021/2024.
  - In het geval dat een club in de periode 2021/2024 twee of meer edities van de hoofdclubcompetitie van de confederatie wint, wordt het bovengenoemde clubklassement (stand) gebruikt om de ontbrekende clubs te bepalen totdat alle toegewezen plaatsen zijn ingevuld.
- Voor confederaties met vier plaatsen: directe kwalificatie voor de kampioenen van de vorige vier edities van de belangrijkste clubcompetitie van de confederatie.
  - In het geval dat een club in de periode 2021/2024 twee of meer edities van de hoofdclubcompetitie van de confederatie wint, wordt een clubklassement (stand) op basis van de prestaties van elke club in de betreffende competitie tijdens de bovengenoemde periode gebruikt om de resterende clubs te bepalen om alle toegewezen plaatsen in te vullen.
- Voor confederaties met één plaats: directe kwalificatie voor de club die, na kampioen te zijn geweest van een van de vier voorgaande edities van de belangrijkste clubcompetitie van de confederatie, het hoogst gerangschikt is in de clubranglijst (stand) op basis van de prestaties van elke club in de betreffende competitie in de periode 2021/2024.
- Er is een maximum van twee clubs per land van toepassing, met uitzondering van het geval dat meer dan twee clubs uit hetzelfde land de belangrijkste clubcompetitie van de confederatie winnen gedurende de periode van vier jaar.

## Continentale classificaties
Naast de criteria die worden toegekend aan de kampioenen van elk van de continentale toernooien, wordt overwogen plaatsen toe te kennen aan de best geplaatste clubs in de stand die voor dit doel is opgesteld door elke confederatie, die de prestaties van elke club in de afgelopen vier jaar meet.

### Criteria voor opmaak van de stand
Methodologie van het classificatiesysteem:
- 3 punten voor het spelen in de groepsfase.
- Resultaten van de eerste/tussenronde tellen niet mee.
- 3 extra punten voor elke volgende gespeelde ronde (achtste finales, kwartfinales, halve finale en finale).
- 3 punten voor een overwinning, in een van de rondes.
- 1 punt voor een gelijkspel, in een van de rondes.

Voor het toekennen van punten voor een overwinning of een gelijkspel worden alleen resultaten tijdens de reguliere speeltijd van 90 minuten met extra tijd in aanmerking genomen. Resultaten van een verlenging tellen niet mee.
Indien 2 of meer clubs hetzelfde aantal punten behalen golden de volgende aanvullende criteria:
1. Hoogste score behaald in een van de vier betrokken edities.
2. Meest recente hoogste.
3. Doelsaldo tussen de vier betrokken edities.
4. De meeste doelpunten werden gescoord tussen de vier betrokken edities.

### AFC
De AFC heeft vier plaatsen voor het wereldkampioenschap voetbal voor clubs, die gaat naar:
- De winnaar van de AFC Champions League 2021: ( Al-Hilal);
- De winnaar van de AFC Champions League 2022: ( Urawa Red Diamonds);
- De winnaar van de AFC Champions League 2023/24: ( Al Ain FC);
- De beste club in de eindstand AFC Champions League 2021/24: ( Ulsan Hyundai FC).

In het geval dat dezelfde club tot winnaar wordt gekroond van twee of meer edities van de AFC Champions League, wordt het aangevuld met de volgende best geplaatste clubs in de eindstand AFC Champions League 2021/24, totdat het totale aantal plaatsen dat aan de confederatie is toegewezen, is voltooid.

#### Eindstand AFC Champions League 2021/24
Top 12
| Pos | Team                   | Wed | W  | G  | V | BP | Ptn | DV | DT | +/− | Kwalificatie                                                             |
| --- | ---------------------- | --- | -- | -- | - | -- | --- | -- | -- | --- | ------------------------------------------------------------------------ |
| 1   | Al-Hilal (K)           | 33  | 24 | 4  | 5 | 42 | 118 | 73 | 24 | +49 | Geplaatst voor het wereldkampioenschap voetbal voor clubs 2025 (winnaar) |
| 2   | Ulsan Hyundai FC       | 27  | 16 | 6  | 5 | 27 | 81  | 52 | 24 | +28 | Geplaatst voor het wereldkampioenschap voetbal voor clubs 2025           |
| 3   | Jeonbuk Hyundai Motors | 27  | 13 | 11 | 3 | 30 | 80  | 52 | 28 | +24 |                                                                          |
| 4   | Kawasaki Frontale      | 21  | 15 | 4  | 2 | 15 | 64  | 66 | 19 | +47 |                                                                          |
| 5   | Al-Nassr               | 19  | 12 | 4  | 3 | 21 | 61  | 36 | 19 | +17 |                                                                          |
| 6   | Yokohama F. Marinos    | 21  | 12 | 3  | 6 | 21 | 60  | 34 | 25 | +9  |                                                                          |
| 7   | Pohang Steelers        | 18  | 10 | 5  | 3 | 21 | 56  | 29 | 16 | +13 |                                                                          |
| 8   | Al-Duhail              | 21  | 10 | 5  | 6 | 18 | 53  | 40 | 36 | +4  |                                                                          |
| 9   | Urawa Red Diamonds (K) | 17  | 9  | 4  | 4 | 18 | 49  | 45 | 14 | +31 | Geplaatst voor het wereldkampioenschap voetbal voor clubs 2025 (winnaar) |
| 10  | BG Pathum United       | 21  | 8  | 4  | 9 | 18 | 46  | 35 | 35 | 0   |                                                                          |
| 11  | Al Ain FC (K)          | 14  | 9  | 1  | 4 | 15 | 43  | 34 | 21 | +13 | Geplaatst voor het wereldkampioenschap voetbal voor clubs 2025 (winnaar) |
| 12  | Persepolis             | 14  | 8  | 2  | 4 | 12 | 38  | 20 | 13 | +7  |                                                                          |

##### Eindstand AFC Champions League 2021
| Top 9 | Top 9                  | Top 9 | Top 9 | Top 9 | Top 9 | Top 9 | Top 9 | Top 9 | Top 9 | Top 9 | Top 9 |
| --- | ---------------------- | ----- | ----- | ----- | ----- | ----- | ----- | ----- | ----- | ----- | --- |
| \| Pos \| Team \| Wed \| W \| G \| V \| BP \| Ptn \| DV \| DT \| +/− \| Kwalificatie \| \| --- \| ---------------------- \| --- \| - \| - \| - \| -- \| --- \| -- \| -- \| --- \| ------------------------------------------------------------------------------------------------------------------------------------------------------------------------------------- \| \| 1 \| Al-Hilal (K) \| 10 \| 7 \| 1 \| 2 \| 15 \| 37 \| 20 \| 10 \| +10 \| Geplaatst voor de groepsfase van de westelijke of oostelijke regio van de AFC Champions League 2022 en het wereldkampioenschap voetbal voor clubs 2021, 2022 (via nominatie) en 2025. \| \| 2 \| Ulsan Hyundai FC \| 9 \| 6 \| 3 \| 0 \| 12 \| 33 \| 16 \| 4 \| +12 \| \| \| 3 \| Pohang Steelers \| 10 \| 5 \| 3 \| 2 \| 15 \| 33 \| 14 \| 8 \| +6 \| \| \| 4 \| Al-Nassr \| 9 \| 5 \| 2 \| 2 \| 12 \| 29 \| 16 \| 8 \| +8 \| \| \| 5 \| Nagoya Grampus \| 8 \| 6 \| 1 \| 1 \| 9 \| 28 \| 18 \| 7 \| +11 \| \| \| 6 \| Jeonbuk Hyundai Motors \| 8 \| 5 \| 3 \| 0 \| 9 \| 27 \| 25 \| 8 \| +17 \| \| \| 7 \| Persepolis \| 8 \| 6 \| 0 \| 2 \| 9 \| 27 \| 15 \| 8 \| +7 \| \| \| 8 \| Kawasaki Frontale \| 7 \| 6 \| 1 \| 0 \| 6 \| 25 \| 27 \| 3 \| +24 \| \| \| 9 \| Al-Wahda \| 8 \| 4 \| 2 \| 2 \| 9 \| 23 \| 9 \| 9 \| 0 \| \| Bron: FIFA en AFC (K) Winnaar. |                        |       |       |       |       |       |       |       |       |       | |
| Pos | Team                   | Wed   | W     | G     | V     | BP    | Ptn   | DV    | DT    | +/−   | Kwalificatie |
| 1 | Al-Hilal (K)           | 10    | 7     | 1     | 2     | 15    | 37    | 20    | 10    | +10   | Geplaatst voor de groepsfase van de westelijke of oostelijke regio van de AFC Champions League 2022 en het wereldkampioenschap voetbal voor clubs 2021, 2022 (via nominatie) en 2025. |
| 2 | Ulsan Hyundai FC       | 9     | 6     | 3     | 0     | 12    | 33    | 16    | 4     | +12   | |
| 3 | Pohang Steelers        | 10    | 5     | 3     | 2     | 15    | 33    | 14    | 8     | +6    | |
| 4 | Al-Nassr               | 9     | 5     | 2     | 2     | 12    | 29    | 16    | 8     | +8    | |
| 5 | Nagoya Grampus         | 8     | 6     | 1     | 1     | 9     | 28    | 18    | 7     | +11   | |
| 6 | Jeonbuk Hyundai Motors | 8     | 5     | 3     | 0     | 9     | 27    | 25    | 8     | +17   | |
| 7 | Persepolis             | 8     | 6     | 0     | 2     | 9     | 27    | 15    | 8     | +7    | |
| 8 | Kawasaki Frontale      | 7     | 6     | 1     | 0     | 6     | 25    | 27    | 3     | +24   | |
| 9 | Al-Wahda               | 8     | 4     | 2     | 2     | 9     | 23    | 9     | 9     | 0     | |

##### Eindstand AFC Champions League 2022
| Top 8 | Top 8                  | Top 8 | Top 8 | Top 8 | Top 8 | Top 8 | Top 8 | Top 8 | Top 8 | Top 8 | Top 8 |
| --- | ---------------------- | ----- | ----- | ----- | ----- | ----- | ----- | ----- | ----- | ----- | --- |
| \| Pos \| Team \| Wed \| W \| G \| V \| BP \| Ptn \| DV \| DT \| +/− \| Kwalificatie \| \| --- \| ---------------------- \| --- \| - \| - \| - \| -- \| --- \| -- \| -- \| --- \| ------------------------------------------------------------------------------------------------------------------------------------------------------------------ \| \| 1 \| Urawa Red Diamonds (K) \| 11 \| 7 \| 3 \| 1 \| 15 \| 39 \| 33 \| 5 \| +28 \| Geplaatst voor de groepsfase van de westelijke of oostelijke regio van de AFC Champions League 2023/24 en het wereldkampioenschap voetbal voor clubs 2023 en 2025. \| \| 2 \| Al-Hilal \| 11 \| 7 \| 2 \| 2 \| 15 \| 38 \| 23 \| 8 \| +15 \| \| \| 3 \| Al-Duhail \| 9 \| 6 \| 1 \| 2 \| 12 \| 31 \| 20 \| 18 \| +2 \| \| \| 4 \| Al-Shabab \| 8 \| 6 \| 1 \| 1 \| 9 \| 28 \| 21 \| 3 \| +18 \| \| \| 5 \| Jeonbuk Hyundai Motors \| 9 \| 3 \| 6 \| 0 \| 12 \| 27 \| 11 \| 8 \| +3 \| \| \| 6 \| BG Pathum United \| 8 \| 4 \| 3 \| 1 \| 9 \| 24 \| 15 \| 6 \| +9 \| \| \| 7 \| Foolad \| 8 \| 4 \| 3 \| 1 \| 9 \| 24 \| 6 \| 3 \| +3 \| \| \| 8 \| Vissel Kobe \| 6 \| 3 \| 3 \| 0 \| 9 \| 21 \| 14 \| 6 \| +8 \| \| Bron: FIFA en AFC (K) Winnaar. |                        |       |       |       |       |       |       |       |       |       | |
| Pos | Team                   | Wed   | W     | G     | V     | BP    | Ptn   | DV    | DT    | +/−   | Kwalificatie |
| 1 | Urawa Red Diamonds (K) | 11    | 7     | 3     | 1     | 15    | 39    | 33    | 5     | +28   | Geplaatst voor de groepsfase van de westelijke of oostelijke regio van de AFC Champions League 2023/24 en het wereldkampioenschap voetbal voor clubs 2023 en 2025. |
| 2 | Al-Hilal               | 11    | 7     | 2     | 2     | 15    | 38    | 23    | 8     | +15   | |
| 3 | Al-Duhail              | 9     | 6     | 1     | 2     | 12    | 31    | 20    | 18    | +2    | |
| 4 | Al-Shabab              | 8     | 6     | 1     | 1     | 9     | 28    | 21    | 3     | +18   | |
| 5 | Jeonbuk Hyundai Motors | 9     | 3     | 6     | 0     | 12    | 27    | 11    | 8     | +3    | |
| 6 | BG Pathum United       | 8     | 4     | 3     | 1     | 9     | 24    | 15    | 6     | +9    | |
| 7 | Foolad                 | 8     | 4     | 3     | 1     | 9     | 24    | 6     | 3     | +3    | |
| 8 | Vissel Kobe            | 6     | 3     | 3     | 0     | 9     | 21    | 14    | 6     | +8    | |

##### Eindstand AFC Champions League 2023/24
| Top 9 | Top 9                  | Top 9 | Top 9 | Top 9 | Top 9 | Top 9 | Top 9 | Top 9 | Top 9 | Top 9 | Top 9 |
| --- | ---------------------- | ----- | ----- | ----- | ----- | ----- | ----- | ----- | ----- | ----- | --- |
| \| Pos \| Team \| Wed \| W \| G \| V \| BP \| Ptn \| DV \| DT \| +/− \| Kwalificatie \| \| --- \| ---------------------- \| --- \| -- \| - \| - \| -- \| --- \| -- \| -- \| --- \| ------------------------------------------------------------------------------------------------------------------------------------------------------------------------------------------------------------------------------------------------------------------------------- \| \| 1 \| Al-Hilal \| 12 \| 10 \| 1 \| 1 \| 12 \| 43 \| 30 \| 9 \| +21 \| \| \| 2 \| Al Ain FC (K) \| 14 \| 9 \| 1 \| 4 \| 15 \| 43 \| 34 \| 21 \| +13 \| Geplaatst voor de competitiesfase van de westelijke of oostelijke regio van de AFC Champions League Elite 2024/25, voor de eerste ronde FIFA Intercontinental Cup 2024, de halve finale FIFA African-Asian-Pacific Cup 2024 en het wereldkampioenschap voetbal voor clubs 2025. \| \| 3 \| Yokohama F. Marinos \| 14 \| 8 \| 2 \| 4 \| 15 \| 41 \| 23 \| 19 \| +4 \| \| \| 4 \| Ulsan Hyundai FC \| 12 \| 7 \| 2 \| 3 \| 12 \| 35 \| 22 \| 13 \| +9 \| \| \| 5 \| Al-Nassr \| 10 \| 7 \| 2 \| 1 \| 9 \| 32 \| 20 \| 11 \| +9 \| \| \| 6 \| Al-Ittihad \| 10 \| 6 \| 1 \| 3 \| 9 \| 28 \| 13 \| 9 \| +4 \| \| \| 7 \| Jeonbuk Hyundai Motors \| 10 \| 5 \| 2 \| 3 \| 9 \| 26 \| 16 \| 12 \| +4 \| \| \| 8 \| Kawasaki Frontale \| 8 \| 6 \| 1 \| 1 \| 6 \| 25 \| 22 \| 12 \| +10 \| \| \| 9 \| Shandong Taishan \| 10 \| 5 \| 0 \| 5 \| 9 \| 24 \| 21 \| 15 \| +6 \| \| Bron: FIFA en AFC (K) Winnaar. |                        |       |       |       |       |       |       |       |       |       | |
| Pos | Team                   | Wed   | W     | G     | V     | BP    | Ptn   | DV    | DT    | +/−   | Kwalificatie |
| 1 | Al-Hilal               | 12    | 10    | 1     | 1     | 12    | 43    | 30    | 9     | +21   | |
| 2 | Al Ain FC (K)          | 14    | 9     | 1     | 4     | 15    | 43    | 34    | 21    | +13   | Geplaatst voor de competitiesfase van de westelijke of oostelijke regio van de AFC Champions League Elite 2024/25, voor de eerste ronde FIFA Intercontinental Cup 2024, de halve finale FIFA African-Asian-Pacific Cup 2024 en het wereldkampioenschap voetbal voor clubs 2025. |
| 3 | Yokohama F. Marinos    | 14    | 8     | 2     | 4     | 15    | 41    | 23    | 19    | +4    | |
| 4 | Ulsan Hyundai FC       | 12    | 7     | 2     | 3     | 12    | 35    | 22    | 13    | +9    | |
| 5 | Al-Nassr               | 10    | 7     | 2     | 1     | 9     | 32    | 20    | 11    | +9    | |
| 6 | Al-Ittihad             | 10    | 6     | 1     | 3     | 9     | 28    | 13    | 9     | +4    | |
| 7 | Jeonbuk Hyundai Motors | 10    | 5     | 2     | 3     | 9     | 26    | 16    | 12    | +4    | |
| 8 | Kawasaki Frontale      | 8     | 6     | 1     | 1     | 6     | 25    | 22    | 12    | +10   | |
| 9 | Shandong Taishan       | 10    | 5     | 0     | 5     | 9     | 24    | 21    | 15    | +6    | |

### CAF
De CAF heeft vier plaatsen voor het wereldkampioenschap voetbal voor clubs, die gaat naar:
- De winnaar van de CAF Champions League 2020/21: ( Al-Ahly);
- De winnaar van de CAF Champions League 2021/22: ( Wydad Casablanca);
- De winnaar van de CAF Champions League 2022/23: ( Al-Ahly);
- De winnaar van de CAF Champions League 2023/24: ( Al-Ahly);
- De twee hoogst geplaatste clubs in de eindstand CAF Champions League 2021/24: ( Espérance de Tunis en  Mamelodi Sundowns).

In het geval dat dezelfde club tot winnaar wordt gekroond van twee of meer edities van de CAF Champions League, wordt het aangevuld met de volgende best geplaatste clubs in de eindstand CAF Champions League 2021/24, totdat het totale aantal plaatsen dat aan de confederatie is toegewezen, is voltooid.

#### Eindstand CAF Champions League 2021/24
Top 8
| Pos | Team                      | Wed | W  | G  | V  | BP | Ptn | DV | DT | +/− | Kwalificatie                                                             |
| --- | ------------------------- | --- | -- | -- | -- | -- | --- | -- | -- | --- | ------------------------------------------------------------------------ |
| 1   | Al-Ahly (K, K, K)         | 46  | 26 | 14 | 6  | 48 | 140 | 73 | 28 | +45 | Geplaatst voor het wereldkampioenschap voetbal voor clubs 2025 (winnaar) |
| 2   | Wydad Casablanca (K)      | 39  | 21 | 9  | 9  | 36 | 108 | 48 | 21 | +27 | Geplaatst voor het wereldkampioenschap voetbal voor clubs 2025 (winnaar) |
| 3   | Espérance de Tunis        | 40  | 17 | 13 | 10 | 36 | 100 | 39 | 28 | +11 | Geplaatst voor het wereldkampioenschap voetbal voor clubs 2025           |
| 4   | Mamelodi Sundowns         | 36  | 19 | 11 | 6  | 30 | 98  | 52 | 26 | +26 | Geplaatst voor het wereldkampioenschap voetbal voor clubs 2025           |
| 5   | CR Belouizdad             | 30  | 11 | 9  | 10 | 21 | 63  | 31 | 28 | +3  |                                                                          |
| 6   | Atlético Petróleos Luanda | 30  | 9  | 10 | 11 | 21 | 58  | 23 | 29 | −6  |                                                                          |
| 7   | Simba                     | 24  | 11 | 4  | 9  | 18 | 55  | 32 | 19 | +13 |                                                                          |
| 8   | Raja Casablanca           | 16  | 10 | 3  | 3  | 12 | 45  | 26 | 10 | +16 |                                                                          |

##### Eindstand CAF Champions League 2020/21
| Top 8 | Top 8              | Top 8 | Top 8 | Top 8 | Top 8 | Top 8 | Top 8 | Top 8 | Top 8 | Top 8 | Top 8 |
| --- | ------------------ | ----- | ----- | ----- | ----- | ----- | ----- | ----- | ----- | ----- | --- |
| \| Pos \| Team \| Wed \| W \| G \| V \| BP \| Ptn \| DV \| DT \| +/− \| Kwalificatie \| \| --- \| ------------------ \| --- \| - \| - \| - \| -- \| --- \| -- \| -- \| --- \| ------------------------------------------------------------------------------------------------------------------------------------------------------------------------ \| \| 1 \| Al-Ahly (K) \| 11 \| 7 \| 3 \| 1 \| 12 \| 36 \| 21 \| 6 \| +15 \| Geplaatst voor de finale CAF Super Cup 2021, de tweede kwalificatieronde van de CAF Champions League 2021/22 en het wereldkampioenschap voetbal voor clubs 2021 en 2025. \| \| 2 \| Kaizer Chiefs \| 11 \| 4 \| 4 \| 3 \| 12 \| 28 \| 10 \| 12 \| −2 \| \| \| 3 \| Wydad Casablanca \| 10 \| 5 \| 3 \| 2 \| 9 \| 27 \| 11 \| 3 \| +8 \| \| \| 4 \| Espérance de Tunis \| 10 \| 4 \| 2 \| 4 \| 9 \| 23 \| 11 \| 12 \| −1 \| \| \| 5 \| Simba \| 8 \| 5 \| 1 \| 2 \| 6 \| 22 \| 12 \| 6 \| +6 \| \| \| 6 \| Mamelodi Sundowns \| 8 \| 4 \| 2 \| 2 \| 6 \| 20 \| 11 \| 7 \| +4 \| \| \| 7 \| CR Belouizdad \| 8 \| 3 \| 3 \| 2 \| 6 \| 18 \| 8 \| 8 \| 0 \| \| \| 8 \| MC Alger \| 8 \| 2 \| 4 \| 2 \| 6 \| 16 \| 5 \| 6 \| −1 \| \| Bron: FIFA en CAF (K) Winnaar. |                    |       |       |       |       |       |       |       |       |       | |
| Pos | Team               | Wed   | W     | G     | V     | BP    | Ptn   | DV    | DT    | +/−   | Kwalificatie |
| 1 | Al-Ahly (K)        | 11    | 7     | 3     | 1     | 12    | 36    | 21    | 6     | +15   | Geplaatst voor de finale CAF Super Cup 2021, de tweede kwalificatieronde van de CAF Champions League 2021/22 en het wereldkampioenschap voetbal voor clubs 2021 en 2025. |
| 2 | Kaizer Chiefs      | 11    | 4     | 4     | 3     | 12    | 28    | 10    | 12    | −2    | |
| 3 | Wydad Casablanca   | 10    | 5     | 3     | 2     | 9     | 27    | 11    | 3     | +8    | |
| 4 | Espérance de Tunis | 10    | 4     | 2     | 4     | 9     | 23    | 11    | 12    | −1    | |
| 5 | Simba              | 8     | 5     | 1     | 2     | 6     | 22    | 12    | 6     | +6    | |
| 6 | Mamelodi Sundowns  | 8     | 4     | 2     | 2     | 6     | 20    | 11    | 7     | +4    | |
| 7 | CR Belouizdad      | 8     | 3     | 3     | 2     | 6     | 18    | 8     | 8     | 0     | |
| 8 | MC Alger           | 8     | 2     | 4     | 2     | 6     | 16    | 5     | 6     | −1    | |

##### Eindstand CAF Champions League 2021/22
| Top 8 | Top 8                     | Top 8 | Top 8 | Top 8 | Top 8 | Top 8 | Top 8 | Top 8 | Top 8 | Top 8 | Top 8 |
| --- | ------------------------- | ----- | ----- | ----- | ----- | ----- | ----- | ----- | ----- | ----- | --- |
| \| Pos \| Team \| Wed \| W \| G \| V \| BP \| Ptn \| DV \| DT \| +/− \| Kwalificatie \| \| --- \| ------------------------- \| --- \| - \| - \| - \| -- \| --- \| -- \| -- \| --- \| ------------------------------------------------------------------------------------------------------------------------------------------------------------------------ \| \| 1 \| Wydad Casablanca (K) \| 11 \| 8 \| 2 \| 1 \| 12 \| 38 \| 22 \| 7 \| +15 \| Geplaatst voor de finale CAF Super Cup 2022, de tweede kwalificatieronde van de CAF Champions League 2022/23 en het wereldkampioenschap voetbal voor clubs 2022 en 2025. \| \| 2 \| Al-Ahly \| 11 \| 5 \| 3 \| 3 \| 12 \| 30 \| 16 \| 11 \| +5 \| \| \| 3 \| Atlético Petróleos Luanda \| 10 \| 4 \| 4 \| 2 \| 9 \| 25 \| 14 \| 14 \| 0 \| \| \| 4 \| Mamelodi Sundowns \| 8 \| 5 \| 2 \| 1 \| 6 \| 23 \| 12 \| 5 \| +7 \| \| \| 5 \| ES Sétif \| 10 \| 4 \| 2 \| 4 \| 9 \| 23 \| 9 \| 11 \| −2 \| \| \| 6 \| Raja Casablanca \| 8 \| 5 \| 1 \| 2 \| 6 \| 22 \| 9 \| 5 \| +4 \| \| \| 7 \| Espérance de Tunis \| 8 \| 4 \| 3 \| 1 \| 6 \| 21 \| 12 \| 3 \| +9 \| \| \| 8 \| CR Belouizdad \| 8 \| 3 \| 3 \| 2 \| 6 \| 18 \| 10 \| 6 \| +4 \| \| Bron: FIFA en CAF (K) Winnaar. |                           |       |       |       |       |       |       |       |       |       | |
| Pos | Team                      | Wed   | W     | G     | V     | BP    | Ptn   | DV    | DT    | +/−   | Kwalificatie |
| 1 | Wydad Casablanca (K)      | 11    | 8     | 2     | 1     | 12    | 38    | 22    | 7     | +15   | Geplaatst voor de finale CAF Super Cup 2022, de tweede kwalificatieronde van de CAF Champions League 2022/23 en het wereldkampioenschap voetbal voor clubs 2022 en 2025. |
| 2 | Al-Ahly                   | 11    | 5     | 3     | 3     | 12    | 30    | 16    | 11    | +5    | |
| 3 | Atlético Petróleos Luanda | 10    | 4     | 4     | 2     | 9     | 25    | 14    | 14    | 0     | |
| 4 | Mamelodi Sundowns         | 8     | 5     | 2     | 1     | 6     | 23    | 12    | 5     | +7    | |
| 5 | ES Sétif                  | 10    | 4     | 2     | 4     | 9     | 23    | 9     | 11    | −2    | |
| 6 | Raja Casablanca           | 8     | 5     | 1     | 2     | 6     | 22    | 9     | 5     | +4    | |
| 7 | Espérance de Tunis        | 8     | 4     | 3     | 1     | 6     | 21    | 12    | 3     | +9    | |
| 8 | CR Belouizdad             | 8     | 3     | 3     | 2     | 6     | 18    | 10    | 6     | +4    | |

##### Eindstand CAF Champions League 2022/23
| Top 8 | Top 8              | Top 8 | Top 8 | Top 8 | Top 8 | Top 8 | Top 8 | Top 8 | Top 8 | Top 8 | Top 8 |
| --- | ------------------ | ----- | ----- | ----- | ----- | ----- | ----- | ----- | ----- | ----- | --- |
| \| Pos \| Team \| Wed \| W \| G \| V \| BP \| Ptn \| DV \| DT \| +/− \| Kwalificatie \| \| --- \| ------------------ \| --- \| - \| - \| - \| -- \| --- \| -- \| -- \| --- \| ------------------------------------------------------------------------------------------------------------------------------------------------------------------------ \| \| 1 \| Al-Ahly (K) \| 12 \| 7 \| 3 \| 2 \| 12 \| 36 \| 23 \| 10 \| +13 \| Geplaatst voor de finale CAF Super Cup 2023, de tweede kwalificatieronde van de CAF Champions League 2023/24 en het wereldkampioenschap voetbal voor clubs 2023 en 2025. \| \| 2 \| Mamelodi Sundowns \| 10 \| 6 \| 4 \| 0 \| 9 \| 31 \| 22 \| 11 \| +11 \| \| \| 3 \| Wydad Casablanca \| 12 \| 5 \| 4 \| 3 \| 12 \| 31 \| 12 \| 7 \| +5 \| \| \| 4 \| Espérance de Tunis \| 10 \| 4 \| 3 \| 3 \| 9 \| 24 \| 8 \| 9 \| −1 \| \| \| 5 \| Raja Casablanca \| 8 \| 5 \| 2 \| 1 \| 6 \| 23 \| 17 \| 5 \| +12 \| \| \| 6 \| Simba \| 8 \| 4 \| 0 \| 4 \| 6 \| 18 \| 11 \| 8 \| +3 \| \| \| 7 \| JS Kabylie \| 8 \| 3 \| 2 \| 3 \| 6 \| 17 \| 5 \| 7 \| −2 \| \| \| 8 \| CR Belouizdad \| 8 \| 3 \| 1 \| 4 \| 6 \| 16 \| 6 \| 8 \| −2 \| \| Bron: FIFA en CAF (K) Winnaar. |                    |       |       |       |       |       |       |       |       |       | |
| Pos | Team               | Wed   | W     | G     | V     | BP    | Ptn   | DV    | DT    | +/−   | Kwalificatie |
| 1 | Al-Ahly (K)        | 12    | 7     | 3     | 2     | 12    | 36    | 23    | 10    | +13   | Geplaatst voor de finale CAF Super Cup 2023, de tweede kwalificatieronde van de CAF Champions League 2023/24 en het wereldkampioenschap voetbal voor clubs 2023 en 2025. |
| 2 | Mamelodi Sundowns  | 10    | 6     | 4     | 0     | 9     | 31    | 22    | 11    | +11   | |
| 3 | Wydad Casablanca   | 12    | 5     | 4     | 3     | 12    | 31    | 12    | 7     | +5    | |
| 4 | Espérance de Tunis | 10    | 4     | 3     | 3     | 9     | 24    | 8     | 9     | −1    | |
| 5 | Raja Casablanca    | 8     | 5     | 2     | 1     | 6     | 23    | 17    | 5     | +12   | |
| 6 | Simba              | 8     | 4     | 0     | 4     | 6     | 18    | 11    | 8     | +3    | |
| 7 | JS Kabylie         | 8     | 3     | 2     | 3     | 6     | 17    | 5     | 7     | −2    | |
| 8 | CR Belouizdad      | 8     | 3     | 1     | 4     | 6     | 16    | 6     | 8     | −2    | |

##### Eindstand CAF Champions League 2023/24
| Top 8 | Top 8                     | Top 8 | Top 8 | Top 8 | Top 8 | Top 8 | Top 8 | Top 8 | Top 8 | Top 8 | Top 8 |
| --- | ------------------------- | ----- | ----- | ----- | ----- | ----- | ----- | ----- | ----- | ----- | --- |
| \| Pos \| Team \| Wed \| W \| G \| V \| BP \| Ptn \| DV \| DT \| +/− \| Kwalificatie \| \| --- \| ------------------------- \| --- \| - \| - \| - \| -- \| --- \| -- \| -- \| --- \| -------------------------------------------------------------------------------------------------------------------------------------------------------------------------------------------------------------------------------------------------------------------------------------------------------- \| \| 1 \| Al-Ahly (K) \| 12 \| 7 \| 5 \| 0 \| 12 \| 38 \| 13 \| 1 \| +12 \| Geplaatst voor de finale CAF Super Cup 2024, de tweede kwalificatieronde van de CAF Champions League 2024/25, de tweede ronde FIFA Intercontinental Cup 2024, de finale FIFA African-Asian-Pacific Cup 2024, de halve finale FIFA Challenger Cup 2024 en het wereldkampioenschap voetbal voor clubs 2025 \| \| 2 \| Espérance de Tunis \| 12 \| 5 \| 5 \| 2 \| 12 \| 32 \| 8 \| 4 \| +4 \| \| \| 3 \| Mamelodi Sundowns \| 10 \| 4 \| 3 \| 3 \| 9 \| 24 \| 7 \| 3 \| +4 \| \| \| 4 \| TP Mazembe \| 10 \| 4 \| 3 \| 3 \| 9 \| 24 \| 8 \| 6 \| +2 \| \| \| 5 \| ASEC Mimosas \| 8 \| 3 \| 4 \| 1 \| 6 \| 19 \| 7 \| 2 \| +5 \| \| \| 6 \| Atlético Petróleos Luanda \| 8 \| 3 \| 4 \| 1 \| 6 \| 19 \| 6 \| 2 \| +4 \| \| \| 7 \| Young Africans \| 8 \| 2 \| 4 \| 2 \| 6 \| 16 \| 9 \| 6 \| +3 \| \| \| 8 \| Simba \| 8 \| 2 \| 3 \| 3 \| 6 \| 15 \| 9 \| 5 \| +4 \| \| Bron: FIFA en CAF (K) Winnaar. |                           |       |       |       |       |       |       |       |       |       | |
| Pos | Team                      | Wed   | W     | G     | V     | BP    | Ptn   | DV    | DT    | +/−   | Kwalificatie |
| 1 | Al-Ahly (K)               | 12    | 7     | 5     | 0     | 12    | 38    | 13    | 1     | +12   | Geplaatst voor de finale CAF Super Cup 2024, de tweede kwalificatieronde van de CAF Champions League 2024/25, de tweede ronde FIFA Intercontinental Cup 2024, de finale FIFA African-Asian-Pacific Cup 2024, de halve finale FIFA Challenger Cup 2024 en het wereldkampioenschap voetbal voor clubs 2025 |
| 2 | Espérance de Tunis        | 12    | 5     | 5     | 2     | 12    | 32    | 8     | 4     | +4    | |
| 3 | Mamelodi Sundowns         | 10    | 4     | 3     | 3     | 9     | 24    | 7     | 3     | +4    | |
| 4 | TP Mazembe                | 10    | 4     | 3     | 3     | 9     | 24    | 8     | 6     | +2    | |
| 5 | ASEC Mimosas              | 8     | 3     | 4     | 1     | 6     | 19    | 7     | 2     | +5    | |
| 6 | Atlético Petróleos Luanda | 8     | 3     | 4     | 1     | 6     | 19    | 6     | 2     | +4    | |
| 7 | Young Africans            | 8     | 2     | 4     | 2     | 6     | 16    | 9     | 6     | +3    | |
| 8 | Simba                     | 8     | 2     | 3     | 3     | 6     | 15    | 9     | 5     | +4    | |

### CONCACAF
De CONCACAF heeft vier plaatsen voor het wereldkampioenschap voetbal voor clubs, die gaat naar:
- De winnaar van de CONCACAF Champions League 2021: ( CF Monterrey);
- De winnaar van de CONCACAF Champions League 2022: ( Seattle Sounders FC);
- De winnaar van de CONCACAF Champions League 2023: ( Club León*);
- De winnaar van de CONCACAF Champions Cup 2024: ( CF Pachuca);
- De winnaar van de play-offwedstriijd: ( Los Angeles FC).

* Werd uitgesloten van deelname vanwege dat Club León en CF Pachuca dezelfde eigenaar hebben. Dit is in strijd met de regels die de FIFA heeft opgesteld dat twee clubs onder dezelfde eigenaren mogen meedoen aan het toernooi.
In het geval dat dezelfde club tot winnaar wordt gekroond van twee of meer edities van de CONCACAF Champions League/Cup, wordt het aangevuld met de volgende best geplaatste clubs in de eindstand CONCACAF Champions League/Cup 2021/24, totdat het totale aantal plaatsen dat aan de confederatie is toegewezen, is voltooid.

#### Eindstand CONCACAF Champions League/Cup 2021/24
Top 16
| Pos | Team                   | Wed | W  | G | V | BP | Ptn | DV | DT | +/− | Kwalificatie                                                             |
| --- | ---------------------- | --- | -- | - | - | -- | --- | -- | -- | --- | ------------------------------------------------------------------------ |
| 1   | CF Monterrey (K)       | 13  | 10 | 1 | 2 | 21 | 52  | 27 | 12 | +15 | Geplaatst voor het wereldkampioenschap voetbal voor clubs 2025 (winnaar) |
| 2   | Club León (K, D)       | 14  | 8  | 2 | 4 | 21 | 47  | 22 | 13 | +9  | Geplaatst voor het wereldkampioenschap voetbal voor clubs 2025 (winnaar) |
| 3   | Club América           | 13  | 7  | 2 | 4 | 21 | 44  | 26 | 13 | +13 |                                                                          |
| 4   | Philadelphia Union     | 14  | 5  | 5 | 4 | 21 | 41  | 17 | 17 | 0   |                                                                          |
| 5   | Cruz Azul              | 12  | 6  | 3 | 3 | 18 | 39  | 20 | 10 | +10 |                                                                          |
| 6   | Columbus Crew          | 11  | 5  | 4 | 2 | 18 | 37  | 16 | 13 | +3  |                                                                          |
| 7   | CF Pachuca (K)         | 9   | 5  | 4 | 0 | 15 | 34  | 20 | 4  | +16 | Geplaatst voor het wereldkampioenschap voetbal voor clubs 2025 (winnaar) |
| 8   | Tigres UANL            | 10  | 4  | 5 | 1 | 15 | 32  | 16 | 9  | +7  |                                                                          |
| 9   | Seattle Sounders (K)   | 8   | 4  | 4 | 0 | 12 | 28  | 13 | 5  | +8  | Geplaatst voor het wereldkampioenschap voetbal voor clubs 2025 (winnaar) |
| 10  | Los Angeles FC (O)     | 8   | 4  | 1 | 3 | 12 | 25  | 15 | 6  | +9  | Geplaatst voor het wereldkampioenschap voetbal voor clubs 2025           |
| 11  | Pumas UNAM             | 8   | 3  | 3 | 2 | 12 | 24  | 13 | 12 | +1  |                                                                          |
| 12  | New York City FC       | 6   | 3  | 1 | 2 | 9  | 19  | 13 | 9  | +4  |                                                                          |
|     |                        |     |    |   |   |    |     |    |    |     |                                                                          |
| 13  | New England Revolution | 6   | 2  | 1 | 3 | 12 | 19  | 10 | 13 | −3  |                                                                          |
| 14  | Atlanta United         | 4   | 2  | 1 | 1 | 6  | 13  | 3  | 4  | −1  |                                                                          |
| 15  | Alajuelense            | 6   | 1  | 1 | 4 | 9  | 13  | 3  | 11 | −8  |                                                                          |
| 16  | Violette Athletic Club | 4   | 2  | 0 | 2 | 6  | 12  | 5  | 8  | −3  |                                                                          |

1. ↑  Werd uitgesloten van deelname vanwege dat Club León en CF Pachuca dezelfde eigenaar hebben.
Dit is in strijd met de regels die de FIFA heeft opgesteld dat twee clubs onder dezelfde eigenaren mogen meedoen aan het wereldkampioenschap voetbal voor clubs 2025.

##### Eindstand CONCACAF Champions League 2021
| Top 8 | Top 8              | Top 8 | Top 8 | Top 8 | Top 8 | Top 8 | Top 8 | Top 8 | Top 8 | Top 8 | Top 8                                                                   |
| --- | ------------------ | ----- | ----- | ----- | ----- | ----- | ----- | ----- | ----- | ----- | ----------------------------------------------------------------------- |
| \| Pos \| Team \| Wed \| W \| G \| V \| BP \| Ptn \| DV \| DT \| +/− \| Kwalificatie \| \| --- \| ------------------ \| --- \| - \| - \| - \| -- \| --- \| -- \| -- \| --- \| ----------------------------------------------------------------------- \| \| 1 \| CF Monterrey (K) \| 7 \| 6 \| 1 \| 0 \| 12 \| 31 \| 17 \| 4 \| +13 \| Geplaatst voor het wereldkampioenschap voetbal voor clubs 2021 en 2025. \| \| 2 \| Club América \| 7 \| 4 \| 1 \| 2 \| 12 \| 25 \| 10 \| 5 \| +5 \| \| \| 3 \| Cruz Azul \| 6 \| 3 \| 1 \| 2 \| 9 \| 19 \| 13 \| 6 \| +7 \| \| \| 4 \| Philadelphia Union \| 6 \| 3 \| 1 \| 2 \| 9 \| 19 \| 9 \| 5 \| +4 \| \| \| 5 \| Columbus Crew \| 4 \| 2 \| 1 \| 1 \| 6 \| 13 \| 7 \| 5 \| +2 \| \| \| 6 \| Atlanta United \| 4 \| 2 \| 1 \| 1 \| 6 \| 13 \| 3 \| 4 \| −1 \| \| \| 7 \| Portland Timbers \| 4 \| 1 \| 1 \| 2 \| 6 \| 10 \| 9 \| 6 \| +3 \| \| \| 8 \| Toronto FC \| 4 \| 1 \| 1 \| 2 \| 6 \| 10 \| 4 \| 6 \| −2 \| \| Bron: FIFA en CONCACAF (K) Winnaar. |                    |       |       |       |       |       |       |       |       |       |                                                                         |
| Pos | Team               | Wed   | W     | G     | V     | BP    | Ptn   | DV    | DT    | +/−   | Kwalificatie                                                            |
| 1 | CF Monterrey (K)   | 7     | 6     | 1     | 0     | 12    | 31    | 17    | 4     | +13   | Geplaatst voor het wereldkampioenschap voetbal voor clubs 2021 en 2025. |
| 2 | Club América       | 7     | 4     | 1     | 2     | 12    | 25    | 10    | 5     | +5    |                                                                         |
| 3 | Cruz Azul          | 6     | 3     | 1     | 2     | 9     | 19    | 13    | 6     | +7    |                                                                         |
| 4 | Philadelphia Union | 6     | 3     | 1     | 2     | 9     | 19    | 9     | 5     | +4    |                                                                         |
| 5 | Columbus Crew      | 4     | 2     | 1     | 1     | 6     | 13    | 7     | 5     | +2    |                                                                         |
| 6 | Atlanta United     | 4     | 2     | 1     | 1     | 6     | 13    | 3     | 4     | −1    |                                                                         |
| 7 | Portland Timbers   | 4     | 1     | 1     | 2     | 6     | 10    | 9     | 6     | +3    |                                                                         |
| 8 | Toronto FC         | 4     | 1     | 1     | 2     | 6     | 10    | 4     | 6     | −2    |                                                                         |

##### Eindstand CONCACAF Champions League 2022
| Top 8 | Top 8                  | Top 8 | Top 8 | Top 8 | Top 8 | Top 8 | Top 8 | Top 8 | Top 8 | Top 8 | Top 8                                                                   |
| --- | ---------------------- | ----- | ----- | ----- | ----- | ----- | ----- | ----- | ----- | ----- | ----------------------------------------------------------------------- |
| \| Pos \| Team \| Wed \| W \| G \| V \| BP \| Ptn \| DV \| DT \| +/− \| Kwalificatie \| \| --- \| ---------------------- \| --- \| - \| - \| - \| -- \| --- \| -- \| -- \| --- \| ----------------------------------------------------------------------- \| \| 1 \| Seattle Sounders (K) \| 8 \| 4 \| 4 \| 0 \| 12 \| 28 \| 13 \| 5 \| +8 \| Geplaatst voor het wereldkampioenschap voetbal voor clubs 2022 en 2025. \| \| 2 \| Pumas UNAM \| 8 \| 3 \| 3 \| 2 \| 12 \| 24 \| 13 \| 12 \| +1 \| \| \| 3 \| Cruz Azul \| 6 \| 3 \| 2 \| 1 \| 9 \| 20 \| 7 \| 4 \| +3 \| \| \| 4 \| New York City FC \| 6 \| 3 \| 1 \| 2 \| 9 \| 19 \| 13 \| 9 \| +4 \| \| \| 5 \| Club León \| 4 \| 2 \| 1 \| 1 \| 6 \| 13 \| 4 \| 4 \| 0 \| \| \| 6 \| CSD Comunicaciones \| 4 \| 2 \| 0 \| 2 \| 6 \| 12 \| 6 \| 6 \| 0 \| \| \| 7 \| CF Montréal \| 4 \| 1 \| 1 \| 2 \| 6 \| 10 \| 5 \| 3 \| +2 \| \| \| 8 \| New England Revolution \| 2 \| 1 \| 0 \| 1 \| 6 \| 9 \| 3 \| 3 \| 0 \| \| Bron: FIFA en CONCACAF (K) Winnaar. |                        |       |       |       |       |       |       |       |       |       |                                                                         |
| Pos | Team                   | Wed   | W     | G     | V     | BP    | Ptn   | DV    | DT    | +/−   | Kwalificatie                                                            |
| 1 | Seattle Sounders (K)   | 8     | 4     | 4     | 0     | 12    | 28    | 13    | 5     | +8    | Geplaatst voor het wereldkampioenschap voetbal voor clubs 2022 en 2025. |
| 2 | Pumas UNAM             | 8     | 3     | 3     | 2     | 12    | 24    | 13    | 12    | +1    |                                                                         |
| 3 | Cruz Azul              | 6     | 3     | 2     | 1     | 9     | 20    | 7     | 4     | +3    |                                                                         |
| 4 | New York City FC       | 6     | 3     | 1     | 2     | 9     | 19    | 13    | 9     | +4    |                                                                         |
| 5 | Club León              | 4     | 2     | 1     | 1     | 6     | 13    | 4     | 4     | 0     |                                                                         |
| 6 | CSD Comunicaciones     | 4     | 2     | 0     | 2     | 6     | 12    | 6     | 6     | 0     |                                                                         |
| 7 | CF Montréal            | 4     | 1     | 1     | 2     | 6     | 10    | 5     | 3     | +2    |                                                                         |
| 8 | New England Revolution | 2     | 1     | 0     | 1     | 6     | 9     | 3     | 3     | 0     |                                                                         |

##### Eindstand CONCACAF Champions League 2023
| Top 8 | Top 8                  | Top 8 | Top 8 | Top 8 | Top 8 | Top 8 | Top 8 | Top 8 | Top 8 | Top 8 | Top 8                                                                  |
| --- | ---------------------- | ----- | ----- | ----- | ----- | ----- | ----- | ----- | ----- | ----- | ---------------------------------------------------------------------- |
| \| Pos \| Team \| Wed \| W \| G \| V \| BP \| Ptn \| DV \| DT \| +/− \| Kwalificatie \| \| --- \| ---------------------- \| --- \| - \| - \| - \| -- \| --- \| -- \| -- \| --- \| ---------------------------------------------------------------------- \| \| 1 \| Club León[a] (K) \| 8 \| 6 \| 0 \| 2 \| 12 \| 30 \| 16 \| 6 \| +10 \| Geplaatst voor het wereldkampioenschap voetbal voor clubs 2023 en 2025 \| \| 2 \| Los Angeles FC \| 8 \| 4 \| 1 \| 3 \| 12 \| 25 \| 15 \| 6 \| +9 \| \| \| 3 \| Tigres UANL \| 6 \| 3 \| 2 \| 1 \| 9 \| 20 \| 10 \| 5 \| +5 \| \| \| 4 \| Philadelphia Union \| 6 \| 2 \| 3 \| 1 \| 9 \| 18 \| 8 \| 6 \| +2 \| \| \| 5 \| Violette Athletic Club \| 4 \| 2 \| 0 \| 2 \| 6 \| 12 \| 5 \| 8 \| −3 \| \| \| 6 \| Atlas Guadalajara \| 4 \| 1 \| 1 \| 2 \| 6 \| 10 \| 7 \| 7 \| 0 \| \| \| 7 \| Vancouver Whitecaps \| 4 \| 1 \| 0 \| 3 \| 6 \| 9 \| 7 \| 9 \| −2 \| \| \| 8 \| CD Motagua \| 4 \| 0 \| 2 \| 2 \| 6 \| 8 \| 1 \| 7 \| −6 \| \| Bron: FIFA en CONCACAF (K) Winnaar. Noten:1. |                        |       |       |       |       |       |       |       |       |       |                                                                        |
| Pos | Team                   | Wed   | W     | G     | V     | BP    | Ptn   | DV    | DT    | +/−   | Kwalificatie                                                           |
| 1 | Club León (K)          | 8     | 6     | 0     | 2     | 12    | 30    | 16    | 6     | +10   | Geplaatst voor het wereldkampioenschap voetbal voor clubs 2023 en 2025 |
| 2 | Los Angeles FC         | 8     | 4     | 1     | 3     | 12    | 25    | 15    | 6     | +9    |                                                                        |
| 3 | Tigres UANL            | 6     | 3     | 2     | 1     | 9     | 20    | 10    | 5     | +5    |                                                                        |
| 4 | Philadelphia Union     | 6     | 2     | 3     | 1     | 9     | 18    | 8     | 6     | +2    |                                                                        |
| 5 | Violette Athletic Club | 4     | 2     | 0     | 2     | 6     | 12    | 5     | 8     | −3    |                                                                        |
| 6 | Atlas Guadalajara      | 4     | 1     | 1     | 2     | 6     | 10    | 7     | 7     | 0     |                                                                        |
| 7 | Vancouver Whitecaps    | 4     | 1     | 0     | 3     | 6     | 9     | 7     | 9     | −2    |                                                                        |
| 8 | CD Motagua             | 4     | 0     | 2     | 2     | 6     | 8     | 1     | 7     | −6    |                                                                        |

##### Eindstand CONCACAF Champions Cup 2024
| Top 8 | Top 8                  | Top 8 | Top 8 | Top 8 | Top 8 | Top 8 | Top 8 | Top 8 | Top 8 | Top 8 | Top 8 |
| --- | ---------------------- | ----- | ----- | ----- | ----- | ----- | ----- | ----- | ----- | ----- | --- |
| \| Pos \| Team \| Wed \| W \| G \| V \| BP \| Ptn \| DV \| DT \| +/− \| Kwalificatie \| \| --- \| ---------------------- \| --- \| - \| - \| - \| -- \| --- \| -- \| -- \| --- \| ----------------------------------------------------------------------------------------------------------------------------------------------------------------------------------------------------- \| \| 1 \| CF Pachuca (K) \| 7 \| 5 \| 2 \| 0 \| 12 \| 29 \| 19 \| 3 \| +16 \| Geplaatst voor de tweede ronde FIFA Intercontinental Cup 2024, de finale FIFA Derby of the Americas 2024, de halve finale FIFA Challenger Cup 2024 en het wereldkampioenschap voetbal voor clubs 2025 \| \| 2 \| Columbus Crew \| 7 \| 3 \| 3 \| 1 \| 12 \| 24 \| 9 \| 8 \| +1 \| \| \| 3 \| CF Monterrey \| 6 \| 4 \| 0 \| 2 \| 9 \| 21 \| 10 \| 8 \| +2 \| \| \| 4 \| Club América \| 6 \| 3 \| 1 \| 2 \| 9 \| 19 \| 16 \| 8 \| +8 \| \| \| 5 \| Tigres UANL \| 4 \| 1 \| 3 \| 0 \| 6 \| 12 \| 6 \| 4 \| +2 \| \| \| 6 \| Inter Miami \| 4 \| 1 \| 1 \| 2 \| 6 \| 10 \| 7 \| 8 \| −1 \| \| \| 7 \| New England Revolution \| 4 \| 1 \| 1 \| 2 \| 6 \| 10 \| 7 \| 10 \| −3 \| \| \| 8 \| Herediano \| 4 \| 1 \| 1 \| 2 \| 6 \| 10 \| 4 \| 8 \| −4 \| \| Bron: FIFA en CONCACAF (K) Kampioen. |                        |       |       |       |       |       |       |       |       |       | |
| Pos | Team                   | Wed   | W     | G     | V     | BP    | Ptn   | DV    | DT    | +/−   | Kwalificatie |
| 1 | CF Pachuca (K)         | 7     | 5     | 2     | 0     | 12    | 29    | 19    | 3     | +16   | Geplaatst voor de tweede ronde FIFA Intercontinental Cup 2024, de finale FIFA Derby of the Americas 2024, de halve finale FIFA Challenger Cup 2024 en het wereldkampioenschap voetbal voor clubs 2025 |
| 2 | Columbus Crew          | 7     | 3     | 3     | 1     | 12    | 24    | 9     | 8     | +1    | |
| 3 | CF Monterrey           | 6     | 4     | 0     | 2     | 9     | 21    | 10    | 8     | +2    | |
| 4 | Club América           | 6     | 3     | 1     | 2     | 9     | 19    | 16    | 8     | +8    | |
| 5 | Tigres UANL            | 4     | 1     | 3     | 0     | 6     | 12    | 6     | 4     | +2    | |
| 6 | Inter Miami            | 4     | 1     | 1     | 2     | 6     | 10    | 7     | 8     | −1    | |
| 7 | New England Revolution | 4     | 1     | 1     | 2     | 6     | 10    | 7     | 10    | −3    | |
| 8 | Herediano              | 4     | 1     | 1     | 2     | 6     | 10    | 4     | 8     | −4    | |

##### Play-offwedstriijd
| Play-offwedstriijd Los Angeles FC–Club América | Play-offwedstriijd Los Angeles FC–Club América | Play-offwedstriijd Los Angeles FC–Club América | Play-offwedstriijd Los Angeles FC–Club América | Play-offwedstriijd Los Angeles FC–Club América | Play-offwedstriijd Los Angeles FC–Club América |  |
| --- | ---------------------------------------------- | ---------------------------------------------- | ---------------------------------------------- | --- | --- |  |
| Club León zou oorspronkelijk deelnemen aan het toernooi als winnaar van de CONCACAF Champions League 2023. Op 21 maart 2025 werd de club door de FIFA Appeal Committee uit het toernooi verwijderd wegens het overtreden van de regels voor eigendom van meerdere clubs, aangezien Club León en CF Pachuca dezelfde eigenaar hebben. Op 6 mei 2025 verwierp het Hof van Arbitrage voor de Sport de beroepen van Club León, CF Pachuca en Alajuelense, die de zaak oorspronkelijk bij de FIFA aanhangig maakten. De verwijdering van Club León werd bevestigd door de FIFA; hun plek in het wereldkampioenschap voetbal voor clubs zou in plaats daarvan worden toegekend aan de winnaar van een play-offwedstrijd tussen Los Angeles FC, de finalist van de CONCACAF Champions League 2023 en Club América, de beste club in de eindstand CONCACAF Champions League/Cup 2021/24 die zich nog niet gekwalificeerd heeft. \| 31 mei 2025, 19:30 (UTC−7) 4:30+ (UTC+2), Play-off wereldkampioenschap voetbal voor clubs 2025 \| Los Angeles FC * \| 2–1 n.v. 1–1 (0–0) Verslag \| Club América \| Opstelling Los Angeles FC * \| Opstelling Club América \| \| \| Stadion: BMO Stadium, Los Angeles Toeschouwers: 20.714 Scheidsrechter: Sampaio Assistenten: B. Boschilia Assistenten: B. Pires 4de official: Abatti Video-assistent: Guzmán AVAR 1: Gallo AVAR 2: González \| 6. Igor Jesus 89' 99. Bouanga 115' 9. Giroud \| \| 64' (pen.) 7. Rodríguez \| 1. Lloris ( 106'), 14. Palencia 66', 33. Long 106' ( 5. Marlon), 4. Segura, 24. Hollingshead, 8. Delgado 62' 74' ( 22. Ünder 90+4' ( 23. Amaya 104')), 6. Igor Jesus 59', 11. Tillman 110' 120' ( 20. Yeboah), 27. Ordaz 68' ( 30. Martínez 120' ( 21. Raposo)), 17. Ebobisse 74' ( 9. Giroud), 99. Bouanga RESERVEBANK: 12. Hasal, 18. Ochoa, 5. Marlon, 25. Chanot, 29. Smoliakov, 30. Martínez, 91. Tafari, 20. Yeboah, 21. Raposo, 23. Amaya, 43. Saldaña, 9. Giroud, 22. Ünder HOOFDCOACH: Cherundolo \| 1. Malagón, 3. Reyes 119', 4. Cáceres 18' 85' ( 29. Juárez), 5. Álvarez 91' ( 24. Dilrosun), 26. Borja 91' ( 10. Valdés), 28. Sánchez, 13. Cervantes 46' ( 6. Dos Santos), 17. Zendejas 89' 89' ( 18. Calderón), 8. Fidalgo , 11. Dávila 46' ( 7. Rodríguez), 27. Aguirre 89' ( 32. Vázquez) RESERVEBANK: 12. Estrada, 30. Cota, 14. Araújo, 18. Calderón, 29. Juárez, 32. Vázquez, 6. Dos Santos, 7. Rodríguez, 10. Valdés, 24. Dilrosun, 34. Espinoza, 21. Martín, 35. Lozano, 36. Ramírez, 44. Arriaga HOOFDCOACH: Jardine \| \| \| Stadion: BMO Stadium, Los Angeles Toeschouwers: 20.714 Scheidsrechter: Sampaio Assistenten: B. Boschilia Assistenten: B. Pires 4de official: Abatti Video-assistent: Guzmán AVAR 1: Gallo AVAR 2: González \| \| \| \| 1. Lloris ( 106'), 14. Palencia 66', 33. Long 106' ( 5. Marlon), 4. Segura, 24. Hollingshead, 8. Delgado 62' 74' ( 22. Ünder 90+4' ( 23. Amaya 104')), 6. Igor Jesus 59', 11. Tillman 110' 120' ( 20. Yeboah), 27. Ordaz 68' ( 30. Martínez 120' ( 21. Raposo)), 17. Ebobisse 74' ( 9. Giroud), 99. Bouanga RESERVEBANK: 12. Hasal, 18. Ochoa, 5. Marlon, 25. Chanot, 29. Smoliakov, 30. Martínez, 91. Tafari, 20. Yeboah, 21. Raposo, 23. Amaya, 43. Saldaña, 9. Giroud, 22. Ünder HOOFDCOACH: Cherundolo \| 1. Malagón, 3. Reyes 119', 4. Cáceres 18' 85' ( 29. Juárez), 5. Álvarez 91' ( 24. Dilrosun), 26. Borja 91' ( 10. Valdés), 28. Sánchez, 13. Cervantes 46' ( 6. Dos Santos), 17. Zendejas 89' 89' ( 18. Calderón), 8. Fidalgo , 11. Dávila 46' ( 7. Rodríguez), 27. Aguirre 89' ( 32. Vázquez) RESERVEBANK: 12. Estrada, 30. Cota, 14. Araújo, 18. Calderón, 29. Juárez, 32. Vázquez, 6. Dos Santos, 7. Rodríguez, 10. Valdés, 24. Dilrosun, 34. Espinoza, 21. Martín, 35. Lozano, 36. Ramírez, 44. Arriaga HOOFDCOACH: Jardine \| \| \| Stadion: BMO Stadium, Los Angeles Toeschouwers: 20.714 Scheidsrechter: Sampaio Assistenten: B. Boschilia Assistenten: B. Pires 4de official: Abatti Video-assistent: Guzmán AVAR 1: Gallo AVAR 2: González \| \| \| \| 1. Lloris ( 106'), 14. Palencia 66', 33. Long 106' ( 5. Marlon), 4. Segura, 24. Hollingshead, 8. Delgado 62' 74' ( 22. Ünder 90+4' ( 23. Amaya 104')), 6. Igor Jesus 59', 11. Tillman 110' 120' ( 20. Yeboah), 27. Ordaz 68' ( 30. Martínez 120' ( 21. Raposo)), 17. Ebobisse 74' ( 9. Giroud), 99. Bouanga RESERVEBANK: 12. Hasal, 18. Ochoa, 5. Marlon, 25. Chanot, 29. Smoliakov, 30. Martínez, 91. Tafari, 20. Yeboah, 21. Raposo, 23. Amaya, 43. Saldaña, 9. Giroud, 22. Ünder HOOFDCOACH: Cherundolo \| 1. Malagón, 3. Reyes 119', 4. Cáceres 18' 85' ( 29. Juárez), 5. Álvarez 91' ( 24. Dilrosun), 26. Borja 91' ( 10. Valdés), 28. Sánchez, 13. Cervantes 46' ( 6. Dos Santos), 17. Zendejas 89' 89' ( 18. Calderón), 8. Fidalgo , 11. Dávila 46' ( 7. Rodríguez), 27. Aguirre 89' ( 32. Vázquez) RESERVEBANK: 12. Estrada, 30. Cota, 14. Araújo, 18. Calderón, 29. Juárez, 32. Vázquez, 6. Dos Santos, 7. Rodríguez, 10. Valdés, 24. Dilrosun, 34. Espinoza, 21. Martín, 35. Lozano, 36. Ramírez, 44. Arriaga HOOFDCOACH: Jardine \| \| \| Speler van de wedstrijd: Denis Bouanga Bijz.: * Winnaar en geplaatst voor het wereldkampioenschap voetbal voor clubs 2025 \| \| \| \| \| \| \| |                                                |                                                |                                                | | |  |
| 31 mei 2025, 19:30 (UTC−7) 4:30+ (UTC+2), Play-off wereldkampioenschap voetbal voor clubs 2025 | Los Angeles FC *                               | 2–1 n.v. 1–1 (0–0) Verslag                     | Club América                                   | Opstelling Los Angeles FC * | Opstelling Club América |  |
| Stadion: BMO Stadium, Los Angeles Toeschouwers: 20.714 Scheidsrechter: Sampaio Assistenten: B. Boschilia Assistenten: B. Pires 4de official: Abatti Video-assistent: Guzmán AVAR 1: Gallo AVAR 2: González | 6. Igor Jesus 89' 99. Bouanga 115' 9. Giroud   |                                                | 64' (pen.) 7. Rodríguez                        | 1. Lloris ( 106'), 14. Palencia 66', 33. Long 106' ( 5. Marlon), 4. Segura, 24. Hollingshead, 8. Delgado 62' 74' ( 22. Ünder 90+4' ( 23. Amaya 104')), 6. Igor Jesus 59', 11. Tillman 110' 120' ( 20. Yeboah), 27. Ordaz 68' ( 30. Martínez 120' ( 21. Raposo)), 17. Ebobisse 74' ( 9. Giroud), 99. Bouanga RESERVEBANK: 12. Hasal, 18. Ochoa, 5. Marlon, 25. Chanot, 29. Smoliakov, 30. Martínez, 91. Tafari, 20. Yeboah, 21. Raposo, 23. Amaya, 43. Saldaña, 9. Giroud, 22. Ünder HOOFDCOACH: Cherundolo | 1. Malagón, 3. Reyes 119', 4. Cáceres 18' 85' ( 29. Juárez), 5. Álvarez 91' ( 24. Dilrosun), 26. Borja 91' ( 10. Valdés), 28. Sánchez, 13. Cervantes 46' ( 6. Dos Santos), 17. Zendejas 89' 89' ( 18. Calderón), 8. Fidalgo , 11. Dávila 46' ( 7. Rodríguez), 27. Aguirre 89' ( 32. Vázquez) RESERVEBANK: 12. Estrada, 30. Cota, 14. Araújo, 18. Calderón, 29. Juárez, 32. Vázquez, 6. Dos Santos, 7. Rodríguez, 10. Valdés, 24. Dilrosun, 34. Espinoza, 21. Martín, 35. Lozano, 36. Ramírez, 44. Arriaga HOOFDCOACH: Jardine |  |
| Stadion: BMO Stadium, Los Angeles Toeschouwers: 20.714 Scheidsrechter: Sampaio Assistenten: B. Boschilia Assistenten: B. Pires 4de official: Abatti Video-assistent: Guzmán AVAR 1: Gallo AVAR 2: González |                                                |                                                |                                                | 1. Lloris ( 106'), 14. Palencia 66', 33. Long 106' ( 5. Marlon), 4. Segura, 24. Hollingshead, 8. Delgado 62' 74' ( 22. Ünder 90+4' ( 23. Amaya 104')), 6. Igor Jesus 59', 11. Tillman 110' 120' ( 20. Yeboah), 27. Ordaz 68' ( 30. Martínez 120' ( 21. Raposo)), 17. Ebobisse 74' ( 9. Giroud), 99. Bouanga RESERVEBANK: 12. Hasal, 18. Ochoa, 5. Marlon, 25. Chanot, 29. Smoliakov, 30. Martínez, 91. Tafari, 20. Yeboah, 21. Raposo, 23. Amaya, 43. Saldaña, 9. Giroud, 22. Ünder HOOFDCOACH: Cherundolo | 1. Malagón, 3. Reyes 119', 4. Cáceres 18' 85' ( 29. Juárez), 5. Álvarez 91' ( 24. Dilrosun), 26. Borja 91' ( 10. Valdés), 28. Sánchez, 13. Cervantes 46' ( 6. Dos Santos), 17. Zendejas 89' 89' ( 18. Calderón), 8. Fidalgo , 11. Dávila 46' ( 7. Rodríguez), 27. Aguirre 89' ( 32. Vázquez) RESERVEBANK: 12. Estrada, 30. Cota, 14. Araújo, 18. Calderón, 29. Juárez, 32. Vázquez, 6. Dos Santos, 7. Rodríguez, 10. Valdés, 24. Dilrosun, 34. Espinoza, 21. Martín, 35. Lozano, 36. Ramírez, 44. Arriaga HOOFDCOACH: Jardine |  |
| Stadion: BMO Stadium, Los Angeles Toeschouwers: 20.714 Scheidsrechter: Sampaio Assistenten: B. Boschilia Assistenten: B. Pires 4de official: Abatti Video-assistent: Guzmán AVAR 1: Gallo AVAR 2: González |                                                |                                                |                                                | 1. Lloris ( 106'), 14. Palencia 66', 33. Long 106' ( 5. Marlon), 4. Segura, 24. Hollingshead, 8. Delgado 62' 74' ( 22. Ünder 90+4' ( 23. Amaya 104')), 6. Igor Jesus 59', 11. Tillman 110' 120' ( 20. Yeboah), 27. Ordaz 68' ( 30. Martínez 120' ( 21. Raposo)), 17. Ebobisse 74' ( 9. Giroud), 99. Bouanga RESERVEBANK: 12. Hasal, 18. Ochoa, 5. Marlon, 25. Chanot, 29. Smoliakov, 30. Martínez, 91. Tafari, 20. Yeboah, 21. Raposo, 23. Amaya, 43. Saldaña, 9. Giroud, 22. Ünder HOOFDCOACH: Cherundolo | 1. Malagón, 3. Reyes 119', 4. Cáceres 18' 85' ( 29. Juárez), 5. Álvarez 91' ( 24. Dilrosun), 26. Borja 91' ( 10. Valdés), 28. Sánchez, 13. Cervantes 46' ( 6. Dos Santos), 17. Zendejas 89' 89' ( 18. Calderón), 8. Fidalgo , 11. Dávila 46' ( 7. Rodríguez), 27. Aguirre 89' ( 32. Vázquez) RESERVEBANK: 12. Estrada, 30. Cota, 14. Araújo, 18. Calderón, 29. Juárez, 32. Vázquez, 6. Dos Santos, 7. Rodríguez, 10. Valdés, 24. Dilrosun, 34. Espinoza, 21. Martín, 35. Lozano, 36. Ramírez, 44. Arriaga HOOFDCOACH: Jardine |  |
| Speler van de wedstrijd: Denis Bouanga Bijz.: * Winnaar en geplaatst voor het wereldkampioenschap voetbal voor clubs 2025 |                                                |                                                |                                                | | |  |

#### Gastland - Verenigde Staten
Het gastland heeft één plaats voor het wereldkampioenschap voetbal voor clubs, die gaat naar:
- De winnaar van de MLS Supporters' Shield 2024: (Inter Miami).

##### Algemene eindstandMLS2024
Top 7
| Pos | Team               | Wed | W  | G  | V  | BP | Ptn | DV | DT | +/− | Kwalificatie |
| --- | ------------------ | --- | -- | -- | -- | -- | --- | -- | -- | --- | --- |
| 1   | Inter Miami (S)    | 34  | 22 | 8  | 4  | 0  | 74  | 79 | 49 | +30 | Geplaatst voor de eerste ronde CONCACAF Champions Cup 2025 en geplaatst voor het wereldkampioenschap voetbal voor clubs 2025 |
| 2   | Columbus Crew (L)  | 34  | 19 | 9  | 6  | 0  | 66  | 72 | 40 | +32 | Geplaatst voor de achtste finales CONCACAF Champions Cup 2025                                                                |
| 3   | Los Angeles FC (C) | 34  | 19 | 7  | 8  | 0  | 64  | 63 | 43 | +20 | Geplaatst voor de eerste ronde CONCACAF Champions Cup 2025                                                                   |
| 4   | LA Galaxy (K)      | 34  | 19 | 7  | 8  | 0  | 64  | 69 | 50 | +19 | Geplaatst voor de achtste finales CONCACAF Champions Cup 2025                                                                |
| 5   | FC Cincinnati      | 34  | 18 | 5  | 11 | 0  | 59  | 58 | 48 | +10 | Geplaatst voor de eerste ronde CONCACAF Champions Cup 2025                                                                   |
| 6   | Real Salt Lake     | 34  | 16 | 11 | 7  | 0  | 59  | 65 | 48 | +17 | Geplaatst voor de eerste ronde CONCACAF Champions Cup 2025                                                                   |
| 7   | Seattle Sounders   | 34  | 16 | 9  | 9  | 0  | 57  | 51 | 35 | +16 | Geplaatst voor de eerste ronde CONCACAF Champions Cup 2025                                                                   |

### CONMEBOL
De CONMEBOL heeft zes plaatsen voor het wereldkampioenschap voetbal voor clubs, die gaat naar:
- De winnaar van de Copa Libertadores 2021: ( Palmeiras);
- De winnaar van de Copa Libertadores 2022: ( Flamengo);
- De winnaar van de Copa Libertadores 2023: ( Fluminense);
- De winnaar van de Copa Libertadores 2024: ( Botafogo);
- De twee hoogst geplaatste clubs in de eindstand Copa Libertadores 2021/24: ( River Plate en  Boca Juniors).

In het geval dat dezelfde club tot winnaar wordt gekroond van twee of meer edities van de Copa Libertadores, wordt het aangevuld met de volgende best geplaatste clubs in de eindstand Copa Libertadores 2021/24, totdat het totale aantal plaatsen dat aan de confederatie is toegewezen, is voltooid.

#### Eindstand Copa Libertadores 2021/24
Top 8+
| Pos | Team                 | Wed | W  | G  | V  | BP | Ptn | DV  | DT | +/− | Kwalificatie                                                             |
| --- | -------------------- | --- | -- | -- | -- | -- | --- | --- | -- | --- | ------------------------------------------------------------------------ |
| 1   | Flamengo (K)         | 44  | 29 | 9  | 6  | 45 | 141 | 92  | 35 | +57 | Geplaatst voor het wereldkampioenschap voetbal voor clubs 2025 (winnaar) |
| 2   | Palmeiras (K)        | 45  | 27 | 14 | 4  | 45 | 140 | 104 | 34 | +70 | Geplaatst voor het wereldkampioenschap voetbal voor clubs 2025 (winnaar) |
| 3   | Atlético Mineiro     | 43  | 22 | 14 | 7  | 42 | 122 | 63  | 30 | +33 |                                                                          |
| 4   | River Plate          | 38  | 20 | 10 | 8  | 33 | 103 | 54  | 33 | +21 | Geplaatst voor het wereldkampioenschap voetbal voor clubs 2025           |
| 5   | Fluminense (K)       | 33  | 18 | 10 | 5  | 33 | 97  | 52  | 32 | +20 | Geplaatst voor het wereldkampioenschap voetbal voor clubs 2025 (winnaar) |
| 6   | Boca Juniors         | 29  | 10 | 14 | 5  | 27 | 71  | 24  | 13 | +11 | Geplaatst voor het wereldkampioenschap voetbal voor clubs 2025           |
| 7   | Athletico Paranaense | 21  | 11 | 5  | 5  | 21 | 59  | 27  | 19 | +8  |                                                                          |
| 8   | Olimpia              | 26  | 10 | 6  | 10 | 21 | 57  | 36  | 38 | −2  |                                                                          |
| 22  | Botafogo (K)         | 13  | 6  | 4  | 3  | 15 | 37  | 21  | 14 | +7  | Geplaatst voor het wereldkampioenschap voetbal voor clubs 2025 (winnaar) |

1. 1 2  Uit Brazilië zijn Flamengo, Palmeiras, Fluminense en Botafogo al geplaatst, waardoor er geen ticket meer over is voor een andere club uit Brazilië.

##### Eindstand Copa Libertadores 2021
| Top 9 | Top 9            | Top 9 | Top 9 | Top 9 | Top 9 | Top 9 | Top 9 | Top 9 | Top 9 | Top 9 | Top 9 |
| --- | ---------------- | ----- | ----- | ----- | ----- | ----- | ----- | ----- | ----- | ----- | --- |
| \| Pos \| Team \| Wed \| W \| G \| V \| BP \| Ptn \| DV \| DT \| +/− \| Kwalificatie \| \| --- \| ---------------- \| --- \| - \| - \| - \| -- \| --- \| -- \| -- \| --- \| ---------------------------------------------------------------------------------------------------------------------------------------------------------------------------------------------- \| \| 1 \| Flamengo \| 13 \| 9 \| 4 \| 0 \| 15 \| 46 \| 33 \| 13 \| +20 \| \| \| 2 \| Palmeiras (K) \| 13 \| 8 \| 4 \| 1 \| 15 \| 43 \| 28 \| 10 \| +18 \| Geplaatst voor het wereldkampioenschap voetbal voor clubs 2021, de finale CONMEBOL Recopa 2022, de groepsfase van de Copa Libertadores 2022 en het wereldkampioenschap voetbal voor clubs 2025 \| \| 3 \| Atlético Mineiro \| 12 \| 7 \| 5 \| 0 \| 12 \| 38 \| 20 \| 4 \| +16 \| \| \| 4 \| Barcelona S.C. \| 12 \| 5 \| 3 \| 4 \| 12 \| 30 \| 16 \| 12 \| +4 \| \| \| 5 \| Fluminense \| 10 \| 5 \| 4 \| 1 \| 9 \| 28 \| 16 \| 10 \| +6 \| \| \| 6 \| São Paulo FC \| 10 \| 4 \| 4 \| 2 \| 9 \| 25 \| 14 \| 8 \| +6 \| \| \| 7 \| River Plate \| 10 \| 3 \| 4 \| 3 \| 9 \| 22 \| 10 \| 12 \| −2 \| \| \| 8 \| Racing Club \| 8 \| 4 \| 3 \| 1 \| 6 \| 21 \| 11 \| 6 \| +5 \| \| \| 9 \| Olimpia \| 10 \| 3 \| 2 \| 5 \| 9 \| 20 \| 15 \| 23 \| −8 \| \| Bron: FIFA en CONMEBOL (K) Winnaar. |                  |       |       |       |       |       |       |       |       |       | |
| Pos | Team             | Wed   | W     | G     | V     | BP    | Ptn   | DV    | DT    | +/−   | Kwalificatie |
| 1 | Flamengo         | 13    | 9     | 4     | 0     | 15    | 46    | 33    | 13    | +20   | |
| 2 | Palmeiras (K)    | 13    | 8     | 4     | 1     | 15    | 43    | 28    | 10    | +18   | Geplaatst voor het wereldkampioenschap voetbal voor clubs 2021, de finale CONMEBOL Recopa 2022, de groepsfase van de Copa Libertadores 2022 en het wereldkampioenschap voetbal voor clubs 2025 |
| 3 | Atlético Mineiro | 12    | 7     | 5     | 0     | 12    | 38    | 20    | 4     | +16   | |
| 4 | Barcelona S.C.   | 12    | 5     | 3     | 4     | 12    | 30    | 16    | 12    | +4    | |
| 5 | Fluminense       | 10    | 5     | 4     | 1     | 9     | 28    | 16    | 10    | +6    | |
| 6 | São Paulo FC     | 10    | 4     | 4     | 2     | 9     | 25    | 14    | 8     | +6    | |
| 7 | River Plate      | 10    | 3     | 4     | 3     | 9     | 22    | 10    | 12    | −2    | |
| 8 | Racing Club      | 8     | 4     | 3     | 1     | 6     | 21    | 11    | 6     | +5    | |
| 9 | Olimpia          | 10    | 3     | 2     | 5     | 9     | 20    | 15    | 23    | −8    | |

##### Eindstand Copa Libertadores 2022
| Top 9 | Top 9                | Top 9 | Top 9 | Top 9 | Top 9 | Top 9 | Top 9 | Top 9 | Top 9 | Top 9 | Top 9 |
| --- | -------------------- | ----- | ----- | ----- | ----- | ----- | ----- | ----- | ----- | ----- | --- |
| \| Pos \| Team \| Wed \| W \| G \| V \| BP \| Ptn \| DV \| DT \| +/− \| Kwalificatie \| \| --- \| -------------------- \| --- \| -- \| - \| - \| -- \| --- \| -- \| -- \| --- \| ---------------------------------------------------------------------------------------------------------------------------------------------------------------------------------------------- \| \| 1 \| Flamengo (K) \| 13 \| 12 \| 1 \| 0 \| 15 \| 52 \| 33 \| 8 \| +25 \| Geplaatst voor het wereldkampioenschap voetbal voor clubs 2022, de finale CONMEBOL Recopa 2023, de groepsfase van de Copa Libertadores 2023 en het wereldkampioenschap voetbal voor clubs 2025 \| \| 2 \| Palmeiras \| 12 \| 8 \| 3 \| 1 \| 12 \| 39 \| 37 \| 8 \| +29 \| \| \| 3 \| Athletico Paranaense \| 13 \| 6 \| 4 \| 3 \| 15 \| 37 \| 15 \| 12 \| +3 \| \| \| 4 \| Vélez Sarsfield \| 12 \| 5 \| 3 \| 4 \| 12 \| 30 \| 18 \| 19 \| −1 \| \| \| 5 \| Estudiantes \| 10 \| 5 \| 3 \| 2 \| 9 \| 27 \| 12 \| 7 \| +5 \| \| \| 6 \| Atlético Mineiro \| 10 \| 4 \| 5 \| 1 \| 9 \| 26 \| 14 \| 9 \| +5 \| \| \| 7 \| Talleres \| 10 \| 4 \| 3 \| 3 \| 9 \| 24 \| 11 \| 10 \| +1 \| \| \| 8 \| River Plate \| 8 \| 5 \| 2 \| 1 \| 6 \| 23 \| 18 \| 4 \| +14 \| \| \| 9 \| Corinthians \| 10 \| 2 \| 5 \| 3 \| 9 \| 20 \| 5 \| 7 \| −2 \| \| Bron: FIFA en CONMEBOL (K) Winnaar. |                      |       |       |       |       |       |       |       |       |       | |
| Pos | Team                 | Wed   | W     | G     | V     | BP    | Ptn   | DV    | DT    | +/−   | Kwalificatie |
| 1 | Flamengo (K)         | 13    | 12    | 1     | 0     | 15    | 52    | 33    | 8     | +25   | Geplaatst voor het wereldkampioenschap voetbal voor clubs 2022, de finale CONMEBOL Recopa 2023, de groepsfase van de Copa Libertadores 2023 en het wereldkampioenschap voetbal voor clubs 2025 |
| 2 | Palmeiras            | 12    | 8     | 3     | 1     | 12    | 39    | 37    | 8     | +29   | |
| 3 | Athletico Paranaense | 13    | 6     | 4     | 3     | 15    | 37    | 15    | 12    | +3    | |
| 4 | Vélez Sarsfield      | 12    | 5     | 3     | 4     | 12    | 30    | 18    | 19    | −1    | |
| 5 | Estudiantes          | 10    | 5     | 3     | 2     | 9     | 27    | 12    | 7     | +5    | |
| 6 | Atlético Mineiro     | 10    | 4     | 5     | 1     | 9     | 26    | 14    | 9     | +5    | |
| 7 | Talleres             | 10    | 4     | 3     | 3     | 9     | 24    | 11    | 10    | +1    | |
| 8 | River Plate          | 8     | 5     | 2     | 1     | 6     | 23    | 18    | 4     | +14   | |
| 9 | Corinthians          | 10    | 2     | 5     | 3     | 9     | 20    | 5     | 7     | −2    | |

##### Eindstand Copa Libertadores 2023
| Top 9 | Top 9                | Top 9 | Top 9 | Top 9 | Top 9 | Top 9 | Top 9 | Top 9 | Top 9 | Top 9 | Top 9 |
| --- | -------------------- | ----- | ----- | ----- | ----- | ----- | ----- | ----- | ----- | ----- | --- |
| \| Pos \| Team \| Wed \| W \| G \| V \| BP \| Ptn \| DV \| DT \| +/− \| Kwalificatie \| \| --- \| -------------------- \| --- \| - \| - \| - \| -- \| --- \| -- \| -- \| --- \| ---------------------------------------------------------------------------------------------------------------------------------------------------------------------------------------------- \| \| 1 \| Fluminense (K) \| 13 \| 7 \| 4 \| 2 \| 15 \| 40 \| 23 \| 12 \| +11 \| Geplaatst voor het wereldkampioenschap voetbal voor clubs 2023, de finale CONMEBOL Recopa 2024, de groepsfase van de Copa Libertadores 2024 en het wereldkampioenschap voetbal voor clubs 2025 \| \| 2 \| Palmeiras \| 12 \| 7 \| 4 \| 1 \| 12 \| 37 \| 22 \| 7 \| +15 \| \| \| 3 \| Boca Juniors \| 13 \| 4 \| 8 \| 1 \| 15 \| 35 \| 13 \| 6 \| +7 \| \| \| 4 \| Internacional \| 12 \| 6 \| 4 \| 2 \| 12 \| 34 \| 19 \| 13 \| +6 \| \| \| 5 \| Racing Club \| 10 \| 5 \| 3 \| 2 \| 9 \| 27 \| 18 \| 10 \| +8 \| \| \| 6 \| Olimpia \| 10 \| 5 \| 2 \| 3 \| 9 \| 26 \| 17 \| 11 \| +6 \| \| \| 7 \| Bolívar \| 10 \| 5 \| 0 \| 5 \| 9 \| 24 \| 14 \| 13 \| +1 \| \| \| 8 \| Athletico Paranaense \| 8 \| 5 \| 1 \| 2 \| 6 \| 22 \| 12 \| 7 \| +5 \| \| \| 9 \| Deportivo Pereira \| 10 \| 3 \| 4 \| 3 \| 9 \| 22 \| 7 \| 10 \| −3 \| \| Bron: FIFA en CONMEBOL (K) Winnaar. |                      |       |       |       |       |       |       |       |       |       | |
| Pos | Team                 | Wed   | W     | G     | V     | BP    | Ptn   | DV    | DT    | +/−   | Kwalificatie |
| 1 | Fluminense (K)       | 13    | 7     | 4     | 2     | 15    | 40    | 23    | 12    | +11   | Geplaatst voor het wereldkampioenschap voetbal voor clubs 2023, de finale CONMEBOL Recopa 2024, de groepsfase van de Copa Libertadores 2024 en het wereldkampioenschap voetbal voor clubs 2025 |
| 2 | Palmeiras            | 12    | 7     | 4     | 1     | 12    | 37    | 22    | 7     | +15   | |
| 3 | Boca Juniors         | 13    | 4     | 8     | 1     | 15    | 35    | 13    | 6     | +7    | |
| 4 | Internacional        | 12    | 6     | 4     | 2     | 12    | 34    | 19    | 13    | +6    | |
| 5 | Racing Club          | 10    | 5     | 3     | 2     | 9     | 27    | 18    | 10    | +8    | |
| 6 | Olimpia              | 10    | 5     | 2     | 3     | 9     | 26    | 17    | 11    | +6    | |
| 7 | Bolívar              | 10    | 5     | 0     | 5     | 9     | 24    | 14    | 13    | +1    | |
| 8 | Athletico Paranaense | 8     | 5     | 1     | 2     | 6     | 22    | 12    | 7     | +5    | |
| 9 | Deportivo Pereira    | 10    | 3     | 4     | 3     | 9     | 22    | 7     | 10    | −3    | |

##### Eindstand Copa Libertadores 2024
| Top 9 | Top 9            | Top 9 | Top 9 | Top 9 | Top 9 | Top 9 | Top 9 | Top 9 | Top 9 | Top 9 | Top 9 |
| --- | ---------------- | ----- | ----- | ----- | ----- | ----- | ----- | ----- | ----- | ----- | --- |
| \| Pos \| Team \| Wed \| W \| G \| V \| BP \| Ptn \| DV \| DT \| +/− \| Kwalificatie \| \| --- \| ---------------- \| --- \| - \| - \| - \| -- \| --- \| -- \| -- \| --- \| ---------------------------------------------------------------------------------------------------------------------------------------------------------------------------------------------------------------------------------------------------------------------------------- \| \| 1 \| Atlético Mineiro \| 13 \| 8 \| 2 \| 3 \| 15 \| 41 \| 22 \| 11 \| +11 \| \| \| 2 \| River Plate \| 12 \| 8 \| 3 \| 1 \| 12 \| 39 \| 12 \| 3 \| +9 \| \| \| 3 \| Botafogo (K) \| 13 \| 6 \| 4 \| 3 \| 15 \| 37 \| 21 \| 14 \| +7 \| Geplaatst voor de tweede ronde FIFA Intercontinental Cup 2024, de finale FIFA Derby of the Americas 2024, de halve finale FIFA Challenger Cup 2024, de finale CONMEBOL Recopa 2025, de groepsfase van de Copa Libertadores 2025 en het wereldkampioenschap voetbal voor clubs 2025 \| \| 4 \| Peñarol \| 12 \| 7 \| 1 \| 4 \| 12 \| 34 \| 20 \| 12 \| +8 \| \| \| 5 \| Fluminense \| 10 \| 6 \| 2 \| 2 \| 9 \| 29 \| 13 \| 10 \| +3 \| \| \| 6 \| São Paulo FC \| 10 \| 5 \| 4 \| 1 \| 9 \| 28 \| 13 \| 4 \| +9 \| \| \| 7 \| Flamengo \| 10 \| 4 \| 2 \| 4 \| 9 \| 23 \| 13 \| 6 \| +7 \| \| \| 8 \| Bolívar \| 8 \| 5 \| 1 \| 2 \| 6 \| 22 \| 14 \| 11 \| +3 \| \| \| 9 \| Colo-Colo \| 10 \| 3 \| 4 \| 3 \| 9 \| 22 \| 8 \| 8 \| 0 \| \| Bron: FIFA en CONMEBOL (K) Winnaar. |                  |       |       |       |       |       |       |       |       |       | |
| Pos | Team             | Wed   | W     | G     | V     | BP    | Ptn   | DV    | DT    | +/−   | Kwalificatie |
| 1 | Atlético Mineiro | 13    | 8     | 2     | 3     | 15    | 41    | 22    | 11    | +11   | |
| 2 | River Plate      | 12    | 8     | 3     | 1     | 12    | 39    | 12    | 3     | +9    | |
| 3 | Botafogo (K)     | 13    | 6     | 4     | 3     | 15    | 37    | 21    | 14    | +7    | Geplaatst voor de tweede ronde FIFA Intercontinental Cup 2024, de finale FIFA Derby of the Americas 2024, de halve finale FIFA Challenger Cup 2024, de finale CONMEBOL Recopa 2025, de groepsfase van de Copa Libertadores 2025 en het wereldkampioenschap voetbal voor clubs 2025 |
| 4 | Peñarol          | 12    | 7     | 1     | 4     | 12    | 34    | 20    | 12    | +8    | |
| 5 | Fluminense       | 10    | 6     | 2     | 2     | 9     | 29    | 13    | 10    | +3    | |
| 6 | São Paulo FC     | 10    | 5     | 4     | 1     | 9     | 28    | 13    | 4     | +9    | |
| 7 | Flamengo         | 10    | 4     | 2     | 4     | 9     | 23    | 13    | 6     | +7    | |
| 8 | Bolívar          | 8     | 5     | 1     | 2     | 6     | 22    | 14    | 11    | +3    | |
| 9 | Colo-Colo        | 10    | 3     | 4     | 3     | 9     | 22    | 8     | 8     | 0     | |

### OFC
De OFC heeft één plaats voor het wereldkampioenschap voetbal voor clubs, die gaat naar:
- De beste club in de eindstand OFC Champions League 2021/24: ( Auckland City).

#### Eindstand OFC Champions League 2021/24
Top 4
| Pos | Team                    | Wed | W  | G | V | BP | Ptn | DV | DT | +/− | Kwalificatie                                                   |
| --- | ----------------------- | --- | -- | - | - | -- | --- | -- | -- | --- | -------------------------------------------------------------- |
| 1   | Auckland City (K, K, K) | 15  | 12 | 3 | 0 | 27 | 66  | 43 | 9  | +34 | Geplaatst voor het wereldkampioenschap voetbal voor clubs 2025 |
| 2   | AS Pirae                | 9   | 4  | 4 | 1 | 15 | 31  | 22 | 12 | +10 |                                                                |
| 3   | Rewa FC                 | 7   | 3  | 2 | 2 | 9  | 20  | 13 | 14 | −1  |                                                                |
| 4   | AS Vénus                | 5   | 3  | 0 | 2 | 9  | 18  | 8  | 4  | +4  |                                                                |

##### Eindstand OFC Champions League 2021
Toernooi geannuleerd vanwege de maatregelen en de gevolgen van de coronapandemie.

##### Eindstand OFC Champions League 2022
| Top 4 | Top 4             | Top 4 | Top 4 | Top 4 | Top 4 | Top 4 | Top 4 | Top 4 | Top 4 | Top 4 | Top 4                                                          |
| --- | ----------------- | ----- | ----- | ----- | ----- | ----- | ----- | ----- | ----- | ----- | -------------------------------------------------------------- |
| \| Pos \| Team \| Wed \| W \| G \| V \| BP \| Ptn \| DV \| DT \| +/− \| Kwalificatie \| \| --- \| ----------------- \| --- \| - \| - \| - \| -- \| --- \| -- \| -- \| --- \| -------------------------------------------------------------- \| \| 1 \| Auckland City (K) \| 5 \| 5 \| 0 \| 0 \| 9 \| 24 \| 17 \| 1 \| +16 \| Geplaatst voor het wereldkampioenschap voetbal voor clubs 2022 \| \| 2 \| AS Vénus \| 5 \| 3 \| 0 \| 2 \| 9 \| 18 \| 8 \| 4 \| +4 \| \| \| 3 \| Central Coast FC \| 4 \| 2 \| 0 \| 2 \| 6 \| 12 \| 6 \| 8 \| −2 \| \| \| 4 \| Hienghène Sport \| 4 \| 2 \| 0 \| 2 \| 6 \| 12 \| 3 \| 9 \| −6 \| \| Bron: FIFA en OFC (K) Winnaar. |                   |       |       |       |       |       |       |       |       |       |                                                                |
| Pos | Team              | Wed   | W     | G     | V     | BP    | Ptn   | DV    | DT    | +/−   | Kwalificatie                                                   |
| 1 | Auckland City (K) | 5     | 5     | 0     | 0     | 9     | 24    | 17    | 1     | +16   | Geplaatst voor het wereldkampioenschap voetbal voor clubs 2022 |
| 2 | AS Vénus          | 5     | 3     | 0     | 2     | 9     | 18    | 8     | 4     | +4    |                                                                |
| 3 | Central Coast FC  | 4     | 2     | 0     | 2     | 6     | 12    | 6     | 8     | −2    |                                                                |
| 4 | Hienghène Sport   | 4     | 2     | 0     | 2     | 6     | 12    | 3     | 9     | −6    |                                                                |

##### Eindstand OFC Champions League 2023
| Top 4 | Top 4             | Top 4 | Top 4 | Top 4 | Top 4 | Top 4 | Top 4 | Top 4 | Top 4 | Top 4 | Top 4                                                          |
| --- | ----------------- | ----- | ----- | ----- | ----- | ----- | ----- | ----- | ----- | ----- | -------------------------------------------------------------- |
| \| Pos \| Team \| Wed \| W \| G \| V \| BP \| Ptn \| DV \| DT \| +/− \| Kwalificatie \| \| --- \| ----------------- \| --- \| - \| - \| - \| -- \| --- \| -- \| -- \| --- \| -------------------------------------------------------------- \| \| 1 \| Auckland City (K) \| 5 \| 3 \| 2 \| 0 \| 9 \| 20 \| 13 \| 6 \| +7 \| Geplaatst voor het wereldkampioenschap voetbal voor clubs 2023 \| \| 2 \| Suva FC \| 5 \| 2 \| 2 \| 1 \| 9 \| 17 \| 13 \| 7 \| +6 \| \| \| 3 \| AS Pirae \| 4 \| 2 \| 2 \| 0 \| 6 \| 14 \| 9 \| 5 \| +4 \| \| \| 4 \| Ifira Black Bird \| 4 \| 2 \| 0 \| 2 \| 6 \| 12 \| 6 \| 8 \| −2 \| \| Bron: FIFA en OFC (K) Winnaar. |                   |       |       |       |       |       |       |       |       |       |                                                                |
| Pos | Team              | Wed   | W     | G     | V     | BP    | Ptn   | DV    | DT    | +/−   | Kwalificatie                                                   |
| 1 | Auckland City (K) | 5     | 3     | 2     | 0     | 9     | 20    | 13    | 6     | +7    | Geplaatst voor het wereldkampioenschap voetbal voor clubs 2023 |
| 2 | Suva FC           | 5     | 2     | 2     | 1     | 9     | 17    | 13    | 7     | +6    |                                                                |
| 3 | AS Pirae          | 4     | 2     | 2     | 0     | 6     | 14    | 9     | 5     | +4    |                                                                |
| 4 | Ifira Black Bird  | 4     | 2     | 0     | 2     | 6     | 12    | 6     | 8     | −2    |                                                                |

##### Eindstand OFC Champions League 2024
| Top 4 | Top 4             | Top 4 | Top 4 | Top 4 | Top 4 | Top 4 | Top 4 | Top 4 | Top 4 | Top 4 | Top 4 |
| --- | ----------------- | ----- | ----- | ----- | ----- | ----- | ----- | ----- | ----- | ----- | --- |
| \| Pos \| Team \| Wed \| W \| G \| V \| BP \| Ptn \| DV \| DT \| +/− \| Kwalificatie \| \| --- \| ----------------- \| --- \| - \| - \| - \| -- \| --- \| -- \| -- \| --- \| -------------------------------------------------------------------------------------------------------------------- \| \| 1 \| Auckland City (K) \| 5 \| 4 \| 1 \| 0 \| 9 \| 22 \| 13 \| 2 \| +11 \| Geplaatst voor de eerste ronde FIFA Intercontinental Cup 2024 en de halve finale FIFA African-Asian-Pacific Cup 2024 \| \| 2 \| AS Pirae \| 5 \| 2 \| 2 \| 1 \| 9 \| 17 \| 13 \| 7 \| +6 \| \| \| 3 \| Rewa FC \| 4 \| 2 \| 2 \| 0 \| 6 \| 14 \| 10 \| 8 \| +2 \| \| \| 4 \| AS Magenta \| 4 \| 2 \| 1 \| 1 \| 6 \| 13 \| 10 \| 2 \| +8 \| \| Bron: FIFA en OFC (K) Winnaar. |                   |       |       |       |       |       |       |       |       |       | |
| Pos | Team              | Wed   | W     | G     | V     | BP    | Ptn   | DV    | DT    | +/−   | Kwalificatie |
| 1 | Auckland City (K) | 5     | 4     | 1     | 0     | 9     | 22    | 13    | 2     | +11   | Geplaatst voor de eerste ronde FIFA Intercontinental Cup 2024 en de halve finale FIFA African-Asian-Pacific Cup 2024 |
| 2 | AS Pirae          | 5     | 2     | 2     | 1     | 9     | 17    | 13    | 7     | +6    | |
| 3 | Rewa FC           | 4     | 2     | 2     | 0     | 6     | 14    | 10    | 8     | +2    | |
| 4 | AS Magenta        | 4     | 2     | 1     | 1     | 6     | 13    | 10    | 2     | +8    | |

### UEFA
De UEFA heeft twaalf plaatsen voor het wereldkampioenschap voetbal voor clubs, die gaat naar:
- De winnaar van de UEFA Champions League 2020/21: ( Chelsea FC);
- De winnaar van de UEFA Champions League 2021/22: ( Real Madrid);
- De winnaar van de UEFA Champions League 2022/23: ( Manchester City);
- De winnaar van de UEFA Champions League 2023/24: ( Real Madrid);
- De acht hoogst geplaatste clubs in de eindstand UEFA Champions League 2021/24: ( Bayern München,  Paris Saint-Germain,  Borussia Dortmund,  Internazionale,  FC Porto,  Atlético Madrid,  SL Benfica,  Juventus FC en  Red Bull Salzburg).

In het geval dat dezelfde club tot winnaar wordt gekroond van twee of meer edities van de UEFA Champions League, wordt het aangevuld met de volgende best geplaatste clubs in de eindstand UEFA Champions League 2021/24, totdat het totale aantal plaatsen dat aan de confederatie is toegewezen, is voltooid.
Bij wijze van uitzondering verschillen de kwalificatiecriteria van de UEFA van andere confederaties:
- 4 punten voor het spelen in de groepsfase.
- 5 punten voor het spelen in de achtste finales.
- 1 punt voor elke volgende gespeelde ronde (kwartfinales, halve finales en finale).
- 2 punten voor een overwinning, in een van de rondes.
- 1 punt voor een gelijkspel, in een van de rondes.

In knock-outwedstrijden waarin een verlenging wordt gespeeld, wordt gekeken naar het resultaat na het einde van die periode.

#### Eindstand UEFA Champions League 2021/24
Top 20
| Pos | Team                | Wed | W  | G  | V  | BP | Ptn | DV  | DT | +/− | Kwalificatie                                                             |
| --- | ------------------- | --- | -- | -- | -- | -- | --- | --- | -- | --- | ------------------------------------------------------------------------ |
| 1   | Manchester City (K) | 48  | 34 | 10 | 4  | 45 | 123 | 114 | 39 | +75 | Geplaatst voor het wereldkampioenschap voetbal voor clubs 2025 (winnaar) |
| 2   | Real Madrid (K, K)  | 50  | 32 | 9  | 9  | 46 | 119 | 102 | 56 | +46 | Geplaatst voor het wereldkampioenschap voetbal voor clubs 2025 (winnaar) |
| 3   | Bayern München      | 42  | 30 | 7  | 5  | 41 | 108 | 101 | 36 | +65 | Geplaatst voor het wereldkampioenschap voetbal voor clubs 2025           |
| 4   | Paris Saint-Germain | 40  | 19 | 7  | 14 | 40 | 85  | 72  | 51 | +21 | Geplaatst voor het wereldkampioenschap voetbal voor clubs 2025           |
| 5   | Chelsea FC (K)      | 33  | 21 | 5  | 7  | 32 | 79  | 57  | 24 | +33 | Geplaatst voor het wereldkampioenschap voetbal voor clubs 2025 (winnaar) |
| 6   | Borussia Dortmund   | 37  | 18 | 8  | 11 | 35 | 79  | 57  | 42 | +15 | Geplaatst voor het wereldkampioenschap voetbal voor clubs 2025           |
| 7   | Internazionale      | 35  | 16 | 10 | 9  | 34 | 76  | 45  | 34 | +11 | Geplaatst voor het wereldkampioenschap voetbal voor clubs 2025           |
| 8   | Liverpool FC        | 31  | 21 | 3  | 7  | 31 | 76  | 64  | 32 | +32 |                                                                          |
| 9   | FC Porto            | 32  | 16 | 4  | 12 | 32 | 68  | 47  | 37 | +10 | Geplaatst voor het wereldkampioenschap voetbal voor clubs 2025           |
| 10  | Atlético Madrid     | 34  | 12 | 10 | 12 | 33 | 67  | 44  | 43 | +1  | Geplaatst voor het wereldkampioenschap voetbal voor clubs 2025           |
| 11  | RB Leipzig          | 30  | 14 | 3  | 13 | 31 | 62  | 54  | 59 | −5  |                                                                          |
| 12  | FC Barcelona        | 30  | 15 | 4  | 11 | 27 | 61  | 52  | 45 | +7  |                                                                          |
| 13  | SL Benfica          | 26  | 10 | 8  | 8  | 24 | 52  | 47  | 41 | +6  | Geplaatst voor het wereldkampioenschap voetbal voor clubs 2025           |
| 14  | Juventus FC         | 22  | 12 | 1  | 9  | 22 | 47  | 38  | 31 | +7  | Geplaatst voor het wereldkampioenschap voetbal voor clubs 2025           |
| 15  | SSC Napoli          | 18  | 10 | 3  | 5  | 19 | 42  | 38  | 21 | +17 |                                                                          |
| 16  | Sevilla FC          | 26  | 6  | 9  | 11 | 21 | 42  | 30  | 41 | −11 |                                                                          |
| 17  | AC Milan            | 24  | 8  | 6  | 10 | 19 | 41  | 26  | 28 | −2  |                                                                          |
| 18  | Red Bull Salzburg   | 26  | 6  | 7  | 13 | 21 | 40  | 29  | 50 | −21 | Geplaatst voor het wereldkampioenschap voetbal voor clubs 2025           |
| 19  | Ajax                | 20  | 10 | 2  | 8  | 17 | 39  | 40  | 31 | +9  |                                                                          |
| 20  | SS Lazio            | 16  | 6  | 5  | 5  | 18 | 35  | 21  | 23 | −2  |                                                                          |

1. ↑  Uit Engeland zijn Manchester City en Chelsea FC al geplaatst, waardoor er geen ticket meer over is voor een andere club uit Engeland.
2. ↑  Uit Duitsland zijn Bayern München en Borussia Dortmund al geplaatst, waardoor er geen ticket meer over is voor een andere club uit Duitsland.
3. 1 2  Uit Spanje zijn Real Madrid en Atletico Madrid al geplaatst, waardoor er geen ticket meer over is voor een andere club uit Spanje.
4. 1 2 3  Uit Italië zijn Internazionale en Juventus FC al geplaatst, waardoor er geen ticket meer over is voor een andere club uit Italië.

##### Eindstand UEFA Champions League 2020/21
| Top 16 | Top 16                   | Top 16 | Top 16 | Top 16 | Top 16 | Top 16 | Top 16 | Top 16 | Top 16 | Top 16 | Top 16 |
| --- | ------------------------ | ------ | ------ | ------ | ------ | ------ | ------ | ------ | ------ | ------ | --- |
| \| Pos \| Team \| Wed \| W \| G \| V \| BP \| Ptn \| DV \| DT \| +/− \| Kwalificatie \| \| --- \| ------------------------ \| --- \| -- \| - \| - \| -- \| --- \| -- \| -- \| --- \| ------------------------------------------------------------------------------------------------------------------------------------------------------------ \| \| 1 \| Manchester City \| 13 \| 11 \| 1 \| 1 \| 12 \| 35 \| 25 \| 5 \| +20 \| \| \| 2 \| Chelsea FC (K) \| 13 \| 9 \| 3 \| 1 \| 12 \| 33 \| 24 \| 5 \| +19 \| Geplaatst voor de finale UEFA Super Cup 2021, de groepsfase van de UEFA Champions League 2021/22 en het wereldkampioenschap voetbal voor clubs 2021 en 2025. \| \| 3 \| Bayern München \| 10 \| 8 \| 1 \| 1 \| 10 \| 27 \| 27 \| 10 \| +17 \| \| \| 4 \| Real Madrid \| 12 \| 6 \| 3 \| 3 \| 11 \| 26 \| 19 \| 14 \| +5 \| \| \| 5 \| Liverpool FC \| 10 \| 6 \| 2 \| 2 \| 10 \| 24 \| 15 \| 6 \| +9 \| \| \| 6 \| Paris Saint-Germain \| 12 \| 6 \| 1 \| 5 \| 11 \| 24 \| 22 \| 15 \| +7 \| \| \| 7 \| FC Porto \| 10 \| 6 \| 1 \| 3 \| 10 \| 23 \| 15 \| 9 \| +6 \| \| \| 8 \| Borussia Dortmund \| 10 \| 5 \| 2 \| 3 \| 10 \| 22 \| 19 \| 13 \| +6 \| \| \| 9 \| Juventus FC \| 8 \| 6 \| 0 \| 2 \| 9 \| 21 \| 18 \| 8 \| +10 \| \| \| 10 \| FC Barcelona \| 8 \| 5 \| 1 \| 2 \| 9 \| 20 \| 18 \| 10 \| +8 \| \| \| 11 \| Sevilla FC \| 8 \| 4 \| 2 \| 2 \| 9 \| 19 \| 12 \| 12 \| 0 \| \| \| 12 \| SS Lazio \| 8 \| 2 \| 4 \| 2 \| 9 \| 17 \| 13 \| 13 \| 0 \| \| \| 13 \| Atalanta Bergamo \| 8 \| 3 \| 2 \| 3 \| 9 \| 17 \| 11 \| 12 \| −1 \| \| \| 14 \| RB Leipzig \| 8 \| 4 \| 0 \| 4 \| 9 \| 17 \| 11 \| 16 \| −5 \| \| \| 15 \| Atlético Madrid \| 8 \| 2 \| 3 \| 3 \| 9 \| 16 \| 7 \| 11 \| −4 \| \| \| 16 \| Borussia Mönchengladbach \| 8 \| 2 \| 2 \| 4 \| 9 \| 15 \| 16 \| 13 \| +3 \| \| Bron: FIFA en UEFA (K) Winnaar. |                          |        |        |        |        |        |        |        |        |        | |
| Pos | Team                     | Wed    | W      | G      | V      | BP     | Ptn    | DV     | DT     | +/−    | Kwalificatie |
| 1 | Manchester City          | 13     | 11     | 1      | 1      | 12     | 35     | 25     | 5      | +20    | |
| 2 | Chelsea FC (K)           | 13     | 9      | 3      | 1      | 12     | 33     | 24     | 5      | +19    | Geplaatst voor de finale UEFA Super Cup 2021, de groepsfase van de UEFA Champions League 2021/22 en het wereldkampioenschap voetbal voor clubs 2021 en 2025. |
| 3 | Bayern München           | 10     | 8      | 1      | 1      | 10     | 27     | 27     | 10     | +17    | |
| 4 | Real Madrid              | 12     | 6      | 3      | 3      | 11     | 26     | 19     | 14     | +5     | |
| 5 | Liverpool FC             | 10     | 6      | 2      | 2      | 10     | 24     | 15     | 6      | +9     | |
| 6 | Paris Saint-Germain      | 12     | 6      | 1      | 5      | 11     | 24     | 22     | 15     | +7     | |
| 7 | FC Porto                 | 10     | 6      | 1      | 3      | 10     | 23     | 15     | 9      | +6     | |
| 8 | Borussia Dortmund        | 10     | 5      | 2      | 3      | 10     | 22     | 19     | 13     | +6     | |
| 9 | Juventus FC              | 8      | 6      | 0      | 2      | 9      | 21     | 18     | 8      | +10    | |
| 10 | FC Barcelona             | 8      | 5      | 1      | 2      | 9      | 20     | 18     | 10     | +8     | |
| 11 | Sevilla FC               | 8      | 4      | 2      | 2      | 9      | 19     | 12     | 12     | 0      | |
| 12 | SS Lazio                 | 8      | 2      | 4      | 2      | 9      | 17     | 13     | 13     | 0      | |
| 13 | Atalanta Bergamo         | 8      | 3      | 2      | 3      | 9      | 17     | 11     | 12     | −1     | |
| 14 | RB Leipzig               | 8      | 4      | 0      | 4      | 9      | 17     | 11     | 16     | −5     | |
| 15 | Atlético Madrid          | 8      | 2      | 3      | 3      | 9      | 16     | 7      | 11     | −4     | |
| 16 | Borussia Mönchengladbach | 8      | 2      | 2      | 4      | 9      | 15     | 16     | 13     | +3     | |

##### Eindstand UEFA Champions League 2021/22
| Top 16 | Top 16              | Top 16 | Top 16 | Top 16 | Top 16 | Top 16 | Top 16 | Top 16 | Top 16 | Top 16 | Top 16 |
| --- | ------------------- | ------ | ------ | ------ | ------ | ------ | ------ | ------ | ------ | ------ | --- |
| \| Pos \| Team \| Wed \| W \| G \| V \| BP \| Ptn \| DV \| DT \| +/− \| Kwalificatie \| \| --- \| ------------------- \| --- \| -- \| - \| - \| -- \| --- \| -- \| -- \| --- \| ------------------------------------------------------------------------------------------------------------------------------------------------------------ \| \| 1 \| Liverpool FC \| 13 \| 10 \| 1 \| 2 \| 12 \| 33 \| 30 \| 14 \| +16 \| \| \| 2 \| Real Madrid (K) \| 13 \| 9 \| 0 \| 4 \| 12 \| 30 \| 29 \| 14 \| +15 \| Geplaatst voor de finale UEFA Super Cup 2022, de groepsfase van de UEFA Champions League 2022/23 en het wereldkampioenschap voetbal voor clubs 2022 en 2025. \| \| 3 \| Manchester City \| 12 \| 7 \| 2 \| 3 \| 11 \| 27 \| 29 \| 16 \| +13 \| \| \| 4 \| Bayern München \| 10 \| 7 \| 2 \| 1 \| 10 \| 26 \| 31 \| 7 \| +24 \| \| \| 5 \| Chelsea FC \| 10 \| 7 \| 1 \| 2 \| 10 \| 25 \| 21 \| 10 \| +11 \| \| \| 6 \| Villarreal CF \| 12 \| 5 \| 3 \| 4 \| 11 \| 24 \| 20 \| 16 \| +4 \| \| \| 7 \| Ajax \| 8 \| 6 \| 1 \| 1 \| 9 \| 22 \| 22 \| 8 \| +14 \| \| \| 8 \| Juventus FC \| 8 \| 5 \| 1 \| 2 \| 9 \| 20 \| 11 \| 10 \| +1 \| \| \| 9 \| SL Benfica \| 10 \| 3 \| 4 \| 3 \| 10 \| 20 \| 14 \| 17 \| −3 \| \| \| 10 \| Paris Saint-Germain \| 8 \| 4 \| 2 \| 2 \| 9 \| 19 \| 15 \| 11 \| +4 \| \| \| 11 \| Atlético Madrid \| 10 \| 3 \| 3 \| 4 \| 10 \| 19 \| 9 \| 10 \| −1 \| \| \| 12 \| Manchester United \| 8 \| 3 \| 3 \| 2 \| 9 \| 18 \| 12 \| 10 \| +2 \| \| \| 13 \| Internazionale \| 8 \| 4 \| 1 \| 3 \| 9 \| 18 \| 9 \| 7 \| +2 \| \| \| 14 \| Lille OSC \| 8 \| 3 \| 2 \| 3 \| 9 \| 17 \| 8 \| 8 \| 0 \| \| \| 15 \| Red Bull Salzburg \| 8 \| 3 \| 2 \| 3 \| 9 \| 17 \| 10 \| 14 \| −4 \| \| \| 16 \| Sporting CP \| 8 \| 3 \| 1 \| 4 \| 9 \| 16 \| 14 \| 17 \| −3 \| \| Bron: FIFA en UEFA (K) Winnaar. |                     |        |        |        |        |        |        |        |        |        | |
| Pos | Team                | Wed    | W      | G      | V      | BP     | Ptn    | DV     | DT     | +/−    | Kwalificatie |
| 1 | Liverpool FC        | 13     | 10     | 1      | 2      | 12     | 33     | 30     | 14     | +16    | |
| 2 | Real Madrid (K)     | 13     | 9      | 0      | 4      | 12     | 30     | 29     | 14     | +15    | Geplaatst voor de finale UEFA Super Cup 2022, de groepsfase van de UEFA Champions League 2022/23 en het wereldkampioenschap voetbal voor clubs 2022 en 2025. |
| 3 | Manchester City     | 12     | 7      | 2      | 3      | 11     | 27     | 29     | 16     | +13    | |
| 4 | Bayern München      | 10     | 7      | 2      | 1      | 10     | 26     | 31     | 7      | +24    | |
| 5 | Chelsea FC          | 10     | 7      | 1      | 2      | 10     | 25     | 21     | 10     | +11    | |
| 6 | Villarreal CF       | 12     | 5      | 3      | 4      | 11     | 24     | 20     | 16     | +4     | |
| 7 | Ajax                | 8      | 6      | 1      | 1      | 9      | 22     | 22     | 8      | +14    | |
| 8 | Juventus FC         | 8      | 5      | 1      | 2      | 9      | 20     | 11     | 10     | +1     | |
| 9 | SL Benfica          | 10     | 3      | 4      | 3      | 10     | 20     | 14     | 17     | −3     | |
| 10 | Paris Saint-Germain | 8      | 4      | 2      | 2      | 9      | 19     | 15     | 11     | +4     | |
| 11 | Atlético Madrid     | 10     | 3      | 3      | 4      | 10     | 19     | 9      | 10     | −1     | |
| 12 | Manchester United   | 8      | 3      | 3      | 2      | 9      | 18     | 12     | 10     | +2     | |
| 13 | Internazionale      | 8      | 4      | 1      | 3      | 9      | 18     | 9      | 7      | +2     | |
| 14 | Lille OSC           | 8      | 3      | 2      | 3      | 9      | 17     | 8      | 8      | 0      | |
| 15 | Red Bull Salzburg   | 8      | 3      | 2      | 3      | 9      | 17     | 10     | 14     | −4     | |
| 16 | Sporting CP         | 8      | 3      | 1      | 4      | 9      | 16     | 14     | 17     | −3     | |

##### Eindstand UEFA Champions League 2022/23
| Top 16 | Top 16              | Top 16 | Top 16 | Top 16 | Top 16 | Top 16 | Top 16 | Top 16 | Top 16 | Top 16 | Top 16 |
| --- | ------------------- | ------ | ------ | ------ | ------ | ------ | ------ | ------ | ------ | ------ | --- |
| \| Pos \| Team \| Wed \| W \| G \| V \| BP \| Ptn \| DV \| DT \| +/− \| Kwalificatie \| \| --- \| ------------------- \| --- \| - \| - \| - \| -- \| --- \| -- \| -- \| --- \| ------------------------------------------------------------------------------------------------------------------------------------------------------------ \| \| 1 \| Manchester City (K) \| 13 \| 8 \| 5 \| 0 \| 12 \| 33 \| 32 \| 5 \| +27 \| Geplaatst voor de finale UEFA Super Cup 2023, de groepsfase van de UEFA Champions League 2023/24 en het wereldkampioenschap voetbal voor clubs 2023 en 2025. \| \| 2 \| Real Madrid \| 12 \| 8 \| 2 \| 2 \| 11 \| 29 \| 26 \| 13 \| +13 \| \| \| 3 \| Internazionale \| 13 \| 7 \| 3 \| 3 \| 12 \| 29 \| 19 \| 11 \| +8 \| \| \| 4 \| Bayern München \| 10 \| 8 \| 1 \| 1 \| 10 \| 27 \| 22 \| 6 \| +16 \| \| \| 5 \| SSC Napoli \| 10 \| 7 \| 1 \| 2 \| 10 \| 25 \| 26 \| 8 \| +18 \| \| \| 6 \| SL Benfica \| 10 \| 6 \| 3 \| 1 \| 10 \| 25 \| 26 \| 13 \| +13 \| \| \| 7 \| AC Milan \| 12 \| 5 \| 3 \| 4 \| 11 \| 24 \| 15 \| 11 \| +4 \| \| \| 8 \| Chelsea FC \| 10 \| 5 \| 1 \| 4 \| 10 \| 21 \| 12 \| 9 \| +3 \| \| \| 9 \| Liverpool FC \| 8 \| 5 \| 0 \| 3 \| 9 \| 19 \| 19 \| 12 \| +7 \| \| \| 10 \| Paris Saint-Germain \| 8 \| 4 \| 2 \| 2 \| 9 \| 19 \| 16 \| 10 \| +6 \| \| \| 11 \| FC Porto \| 8 \| 4 \| 1 \| 3 \| 9 \| 18 \| 12 \| 8 \| +4 \| \| \| 12 \| Borussia Dortmund \| 8 \| 3 \| 3 \| 2 \| 9 \| 18 \| 11 \| 7 \| +4 \| \| \| 13 \| Tottenham Hotspur \| 8 \| 3 \| 3 \| 2 \| 9 \| 18 \| 8 \| 7 \| +1 \| \| \| 14 \| RB Leipzig \| 8 \| 4 \| 1 \| 3 \| 9 \| 18 \| 14 \| 17 \| −3 \| \| \| 15 \| Club Brugge \| 8 \| 3 \| 2 \| 3 \| 9 \| 17 \| 8 \| 11 \| −3 \| \| \| 16 \| Eintracht Frankfurt \| 8 \| 3 \| 1 \| 4 \| 9 \| 16 \| 7 \| 13 \| −6 \| \| Bron: FIFA en UEFA (K) Winnaar. |                     |        |        |        |        |        |        |        |        |        | |
| Pos | Team                | Wed    | W      | G      | V      | BP     | Ptn    | DV     | DT     | +/−    | Kwalificatie |
| 1 | Manchester City (K) | 13     | 8      | 5      | 0      | 12     | 33     | 32     | 5      | +27    | Geplaatst voor de finale UEFA Super Cup 2023, de groepsfase van de UEFA Champions League 2023/24 en het wereldkampioenschap voetbal voor clubs 2023 en 2025. |
| 2 | Real Madrid         | 12     | 8      | 2      | 2      | 11     | 29     | 26     | 13     | +13    | |
| 3 | Internazionale      | 13     | 7      | 3      | 3      | 12     | 29     | 19     | 11     | +8     | |
| 4 | Bayern München      | 10     | 8      | 1      | 1      | 10     | 27     | 22     | 6      | +16    | |
| 5 | SSC Napoli          | 10     | 7      | 1      | 2      | 10     | 25     | 26     | 8      | +18    | |
| 6 | SL Benfica          | 10     | 6      | 3      | 1      | 10     | 25     | 26     | 13     | +13    | |
| 7 | AC Milan            | 12     | 5      | 3      | 4      | 11     | 24     | 15     | 11     | +4     | |
| 8 | Chelsea FC          | 10     | 5      | 1      | 4      | 10     | 21     | 12     | 9      | +3     | |
| 9 | Liverpool FC        | 8      | 5      | 0      | 3      | 9      | 19     | 19     | 12     | +7     | |
| 10 | Paris Saint-Germain | 8      | 4      | 2      | 2      | 9      | 19     | 16     | 10     | +6     | |
| 11 | FC Porto            | 8      | 4      | 1      | 3      | 9      | 18     | 12     | 8      | +4     | |
| 12 | Borussia Dortmund   | 8      | 3      | 3      | 2      | 9      | 18     | 11     | 7      | +4     | |
| 13 | Tottenham Hotspur   | 8      | 3      | 3      | 2      | 9      | 18     | 8      | 7      | +1     | |
| 14 | RB Leipzig          | 8      | 4      | 1      | 3      | 9      | 18     | 14     | 17     | −3     | |
| 15 | Club Brugge         | 8      | 3      | 2      | 3      | 9      | 17     | 8      | 11     | −3     | |
| 16 | Eintracht Frankfurt | 8      | 3      | 1      | 4      | 9      | 16     | 7      | 13     | −6     | |

##### Eindstand UEFA Champions League 2023/24
| Top 16 | Top 16              | Top 16 | Top 16 | Top 16 | Top 16 | Top 16 | Top 16 | Top 16 | Top 16 | Top 16 | Top 16 |
| --- | ------------------- | ------ | ------ | ------ | ------ | ------ | ------ | ------ | ------ | ------ | --- |
| \| Pos \| Team \| Wed \| W \| G \| V \| BP \| Ptn \| DV \| DT \| +/− \| Kwalificatie \| \| --- \| ------------------- \| --- \| - \| - \| - \| -- \| --- \| -- \| -- \| --- \| --------------------------------------------------------------------------------------------------------------------------------------------------------------------------------------------------- \| \| 1 \| Real Madrid (K) \| 13 \| 9 \| 4 \| 0 \| 12 \| 34 \| 28 \| 15 \| +13 \| Geplaatst voor de finale UEFA Super Cup 2024, de competitiesfase van de UEFA Champions League 2024/25, de finale FIFA Intercontinental Cup 2024 en het wereldkampioenschap voetbal voor clubs 2025. \| \| 2 \| Borussia Dortmund \| 13 \| 7 \| 3 \| 3 \| 12 \| 29 \| 17 \| 11 \| +6 \| \| \| 3 \| Manchester City \| 10 \| 8 \| 2 \| 0 \| 10 \| 28 \| 28 \| 13 \| +15 \| \| \| 4 \| Bayern München \| 12 \| 7 \| 3 \| 2 \| 11 \| 28 \| 21 \| 13 \| +8 \| \| \| 5 \| Atlético Madrid \| 10 \| 6 \| 2 \| 2 \| 10 \| 24 \| 23 \| 13 \| +10 \| \| \| 6 \| FC Barcelona \| 10 \| 6 \| 1 \| 3 \| 10 \| 23 \| 20 \| 14 \| +6 \| \| \| 7 \| Paris Saint-Germain \| 12 \| 5 \| 2 \| 5 \| 11 \| 23 \| 19 \| 15 \| +4 \| \| \| 8 \| Arsenal FC \| 10 \| 5 \| 2 \| 3 \| 10 \| 22 \| 19 \| 8 \| +11 \| \| \| 9 \| Internazionale \| 8 \| 4 \| 3 \| 1 \| 9 \| 20 \| 10 \| 7 \| +3 \| \| \| 10 \| FC Porto \| 8 \| 5 \| 0 \| 3 \| 9 \| 19 \| 16 \| 9 \| +7 \| \| \| 11 \| RB Leipzig \| 8 \| 4 \| 1 \| 3 \| 9 \| 18 \| 14 \| 12 \| +2 \| \| \| 12 \| Real Sociedad \| 8 \| 3 \| 3 \| 2 \| 9 \| 18 \| 8 \| 6 \| +2 \| \| \| 13 \| SS Lazio \| 8 \| 4 \| 1 \| 3 \| 9 \| 18 \| 8 \| 10 \| −2 \| \| \| 14 \| SSC Napoli \| 8 \| 3 \| 2 \| 3 \| 9 \| 17 \| 12 \| 13 \| −1 \| \| \| 15 \| PSV \| 8 \| 2 \| 4 \| 2 \| 9 \| 17 \| 9 \| 13 \| −4 \| \| \| 16 \| FC Kopenhagen \| 8 \| 2 \| 2 \| 4 \| 9 \| 15 \| 10 \| 14 \| −4 \| \| Bron: FIFA en UEFA (K) Winnaar. |                     |        |        |        |        |        |        |        |        |        | |
| Pos | Team                | Wed    | W      | G      | V      | BP     | Ptn    | DV     | DT     | +/−    | Kwalificatie |
| 1 | Real Madrid (K)     | 13     | 9      | 4      | 0      | 12     | 34     | 28     | 15     | +13    | Geplaatst voor de finale UEFA Super Cup 2024, de competitiesfase van de UEFA Champions League 2024/25, de finale FIFA Intercontinental Cup 2024 en het wereldkampioenschap voetbal voor clubs 2025. |
| 2 | Borussia Dortmund   | 13     | 7      | 3      | 3      | 12     | 29     | 17     | 11     | +6     | |
| 3 | Manchester City     | 10     | 8      | 2      | 0      | 10     | 28     | 28     | 13     | +15    | |
| 4 | Bayern München      | 12     | 7      | 3      | 2      | 11     | 28     | 21     | 13     | +8     | |
| 5 | Atlético Madrid     | 10     | 6      | 2      | 2      | 10     | 24     | 23     | 13     | +10    | |
| 6 | FC Barcelona        | 10     | 6      | 1      | 3      | 10     | 23     | 20     | 14     | +6     | |
| 7 | Paris Saint-Germain | 12     | 5      | 2      | 5      | 11     | 23     | 19     | 15     | +4     | |
| 8 | Arsenal FC          | 10     | 5      | 2      | 3      | 10     | 22     | 19     | 8      | +11    | |
| 9 | Internazionale      | 8      | 4      | 3      | 1      | 9      | 20     | 10     | 7      | +3     | |
| 10 | FC Porto            | 8      | 5      | 0      | 3      | 9      | 19     | 16     | 9      | +7     | |
| 11 | RB Leipzig          | 8      | 4      | 1      | 3      | 9      | 18     | 14     | 12     | +2     | |
| 12 | Real Sociedad       | 8      | 3      | 3      | 2      | 9      | 18     | 8      | 6      | +2     | |
| 13 | SS Lazio            | 8      | 4      | 1      | 3      | 9      | 18     | 8      | 10     | −2     | |
| 14 | SSC Napoli          | 8      | 3      | 2      | 3      | 9      | 17     | 12     | 13     | −1     | |
| 15 | PSV                 | 8      | 2      | 4      | 2      | 9      | 17     | 9      | 13     | −4     | |
| 16 | FC Kopenhagen       | 8      | 2      | 2      | 4      | 9      | 15     | 10     | 14     | −4     | |

## Gekwalificeerde clubs
| Team                | Confederatie | Kampioenschap of gekwaliceerd via                        | Kwalificatiedatum |
| ------------------- | ------------ | -------------------------------------------------------- | ----------------- |
| Al-Hilal            | AFC          | Winnaar AFC Champions League 2021                        | 14 maart 2023     |
| Urawa Red Diamonds  | AFC          | Winnaar AFC Champions League 2022                        | 6 mei 2023        |
| Al Ain FC           | AFC          | Winnaar AFC Champions League 2023/24                     | 25 mei 2024       |
| Ulsan Hyundai FC    | AFC          | 4-jarige stand van de AFC                                | 17 april 2024     |
| Al-Ahly             | CAF          | Winnaar CAF Champions League 2020/21, 2022/23 en 2023/24 | 14 maart 2023     |
| Wydad Casablanca    | CAF          | Winnaar CAF Champions League 2021/22                     | 14 maart 2023     |
| Espérance de Tunis  | CAF          | 4-jarige stand van de CAF                                | 26 april 2024     |
| Mamelodi Sundowns   | CAF          | 4-jarige stand van de CAF                                | 26 april 2024     |
| CF Monterrey        | CONCACAF     | Winnaar CONCACAF Champions League 2021                   | 14 maart 2023     |
| Seattle Sounders FC | CONCACAF     | Winnaar CONCACAF Champions League 2022                   | 14 maart 2023     |
| Club León*          | CONCACAF     | Winnaar CONCACAF Champions League 2023                   | 4 juni 2023       |
| CF Pachuca          | CONCACAF     | Winnaar CONCACAF Champions Cup 2024                      | 1 juni 2024       |
| Los Angeles FC      | CONCACAF     | Winnaar play-offwedstriijd                               | 31 mei 2025       |
| Inter Miami         | CONCACAF     | Winnaar MLS Supporters' Shield 2024 (gastland)           | 19 oktober 2024   |
| Palmeiras           | CONMEBOL     | Winnaar Copa Libertadores 2021                           | 14 maart 2023     |
| Flamengo            | CONMEBOL     | Winnaar Copa Libertadores 2022                           | 14 maart 2023     |
| Fluminense          | CONMEBOL     | Winnaar Copa Libertadores 2023                           | 4 november 2023   |
| Botafogo            | CONMEBOL     | Winnaar Copa Libertadores 2024                           | 30 november 2024  |
| River Plate         | CONMEBOL     | 4-jarige stand van de CONMEBOL                           | 14 mei 2024       |
| Boca Juniors        | CONMEBOL     | 4-jarige stand van de CONMEBOL                           | 22 augustus 2024  |
| Auckland City       | OFC          | 4-jarige stand van de OFC                                | 17 december 2023  |
| Chelsea FC          | UEFA         | Winnaar UEFA Champions League 2020/21                    | 14 maart 2023     |
| Real Madrid         | UEFA         | Winnaar UEFA Champions League 2021/22 en 2023/24         | 14 maart 2023     |
| Manchester City     | UEFA         | Winnaar UEFA Champions League 2022/23                    | 10 juni 2023      |
| Bayern München      | UEFA         | 4-jarige stand van de UEFA                               | 17 december 2023  |
| Paris Saint-Germain | UEFA         | 4-jarige stand van de UEFA                               | 17 december 2023  |
| Borussia Dortmund   | UEFA         | 4-jarige stand van de UEFA                               | 6 maart 2024      |
| Internazionale      | UEFA         | 4-jarige stand van de UEFA                               | 17 december 2023  |
| FC Porto            | UEFA         | 4-jarige stand van de UEFA                               | 17 december 2023  |
| Atlético Madrid     | UEFA         | 4-jarige stand van de UEFA                               | 16 april 2024     |
| SL Benfica          | UEFA         | 4-jarige stand van de UEFA                               | 17 december 2023  |
| Juventus FC         | UEFA         | 4-jarige stand van de UEFA                               | 12 maart 2024     |
| Red Bull Salzburg   | UEFA         | 4-jarige stand van de UEFA                               | 17 april 2024     |

* Werd uitgesloten van deelname vanwege dat Club León en CF Pachuca dezelfde eigenaar hebben. Dit is in strijd met de regels die de FIFA heeft opgesteld dat twee clubs onder dezelfde eigenaren mogen meedoen aan het toernooi.